# Episodi di The Vampire Diaries (settima stagione)
La settima stagione della serie televisiva The Vampire Diaries, composta da ventidue episodi, è stata trasmessa dal canale statunitense The CW dall'8 ottobre 2015 al 13 maggio 2016.
In Italia, la stagione è stata trasmessa in prima visione assoluta dal 14 aprile all'8 settembre 2016 su Premium Action di Mediaset Premium. È stata trasmessa in chiaro dal 1º dicembre 2016 al 27 aprile 2017 su La5.
Michael Trevino e Joseph Morgan ricompaiono come guest star. Nina Dobrev ha un cameo vocale.
| n° | Titolo originale                             | Titolo italiano                                    | Prima TV USA     | Prima TV Italia   |
| -- | -------------------------------------------- | -------------------------------------------------- | ---------------- | ----------------- |
| 1  | Day One of Twenty-Two Thousand, Give or Take | Il primo di 22000 giorni... giorno più giorno meno | 8 ottobre 2015   | 14 aprile 2016    |
| 2  | Never Let Me Go                              | Non lasciarmi andare                               | 15 ottobre 2015  | 21 aprile 2016    |
| 3  | Age of Innocence                             | L'età dell'innocenza                               | 22 ottobre 2015  | 28 aprile 2016    |
| 4  | I Carry Your Heart with Me                   | Il tuo cuore lo porto con me                       | 29 ottobre 2015  | 5 maggio 2016     |
| 5  | Live Through This                            | Supereremo tutto questo                            | 5 novembre 2015  | 12 maggio 2016    |
| 6  | Best Served Cold                             | Da servire freddo                                  | 12 novembre 2015 | 19 maggio 2016    |
| 7  | Mommie Dearest                               | Mammina cara                                       | 19 novembre 2015 | 26 maggio 2016    |
| 8  | Hold Me, Thrill Me, Kiss Me                  | Stringimi, emozionami, baciami, uccidimi           | 3 dicembre 2015  | 2 giugno 2016     |
| 9  | Cold as Ice                                  | Freddo come il ghiaccio                            | 10 dicembre 2015 | 9 giugno 2016     |
| 10 | Hell Is Other People                         | L'Inferno sono gli altri                           | 29 gennaio 2016  | 16 giugno 2016    |
| 11 | Things We Lost in the Fire                   | Cose che abbiamo perduto nell'incendio             | 5 febbraio 2016  | 23 giugno 2016    |
| 12 | Postcards from the Edge                      | Cartoline dall'Inferno                             | 12 febbraio 2016 | 30 giugno 2016    |
| 13 | This Woman's Work                            | Questo è un lavoro da donna                        | 19 febbraio 2016 | 7 luglio 2016     |
| 14 | Moonlight on the Bayou                       | La luna illumina il Bayou                          | 26 febbraio 2016 | 14 luglio 2016    |
| 15 | I Would for You                              | Lo farei per te                                    | 4 marzo 2016     | 21 luglio 2016    |
| 16 | Days of Future Past                          | Giorni di un futuro passato                        | 1º aprile 2016   | 28 luglio 2016    |
| 17 | I Went to the Woods                          | Caccia all'uomo                                    | 8 aprile 2016    | 4 agosto 2016     |
| 18 | One Way or Another                           | In un modo o nell'altro                            | 15 aprile 2016   | 11 agosto 2016    |
| 19 | Somebody That I Used to Know                 | Una persona che un tempo conoscevo                 | 22 aprile 2016   | 18 agosto 2016    |
| 20 | Kill 'Em All                                 | Uccidiamoli tutti                                  | 29 aprile 2016   | 25 agosto 2016    |
| 21 | Requiem for a Dream                          | Requiem per un sogno                               | 6 maggio 2016    | 1º settembre 2016 |
| 22 | Gods and Monsters                            | Dèi e mostri                                       | 13 maggio 2016   | 8 settembre 2016  |

## Il primo di 22000 giorni... giorno più giorno meno
- Titolo originale: Day One of Twenty-Two Thousand, Give or Take
- Diretto da: Pascal Verschooris
- Scritto da: Caroline Dries

### Trama
Brooklyn, New York: Stefan risveglia Damon facendogli bere del sangue, perché ha urgente bisogno di lui. Tornando indietro nel tempo di tre anni, nel presente, cinque dei sei Eretici (Nora, Valerie, Beau, Malcolm, Mary Louise) ora sono liberi e vivono a Mystic Falls insieme a Lily. Damon e Alaric sono in vacanza in Europa insieme a Bonnie, che cerca di tenerli d'occhio; Matt ha terminato l'addestramento all'accademia di polizia e Stefan e Caroline decidono di rimanere buoni amici, nonostante siano consapevoli dei sentimenti che provano l'uno per l'altra.
Tornando ad Amsterdam, Damon e Alaric cercano di divertirsi nonostante la morte di Jo e il coma di Elena. Durante il loro soggiorno, Alaric si rivolge a degli indovini per entrare in contatto con Jo, ma nessuno è in grado di aiutarlo.
A Mystic Falls, Valerie viene investita mentre attraversa la strada e il ragazzo alla guida decide di non aiutarla. Tornata a casa, l'eretica dà sfogo alla sua rabbia e ottiene l'appoggio degli altri, i quali non condividono l'opinione di Lily per cui dovrebbero inserirsi nella comunità, quando invece possono assumerne il controllo, ma Lily li invita a calmarsi. Poco tempo dopo Lily va a New York, dove ha appuntamento con Enzo. Lì lei gli chiede di recuperare una pietra, una specie di cimelio di famiglia. Valerie, Nora e Mary Louise, approfittando dell'assenza di Lily, tendono un'imboscata al ragazzo che aveva investito Valerie e lo uccidono nutrendosene. Matt e Stefan trovano il corpo e non ci mettono molto a capire chi sono i colpevoli. Stefan chiama Damon, Bonnie e Alaric per aggiornarli e chiede a quest'ultimo come si fabbrica una bomba alla verbena, arma che vuole usare per uccidere la nuova famiglia di sua madre. Grazie alle istruzioni di Alaric, Matt porta la bomba all'interno della dimora degli Eretici. La bomba viene attivata e, prima che essa esploda, Caroline porta in salvo Matt, sicura del fatto che in quella casa siano tutti morti. Mentre sono ancora ad Amsterdam, Bonnie rischia di essere investita da un furgone, ma Damon la salva, anche se con una certa esitazione: infatti una parte di lui la voleva morta, per riavere indietro Elena. Bonnie se ne accorge e i due litigano. Stefan informa Lily che gli Eretici sono morti in un'esplosione, ma lei lo deride, dicendogli che se pensa che basti così poco per fermarli allora non è altro che un povero ingenuo. Caroline e Matt si recano insieme alla cerimonia dove i cadetti diventano ufficialmente agenti di polizia; Stefan la raggiunge e le dice che l'esplosione non è servita a nulla e che gli Eretici sono ancora vivi. Questi ultimi poco dopo giungono alla cerimonia, seminano il panico con la loro magia e iniziano a sterminare gli invitati. Stefan affronta uno di loro, Beau, ma arriva Lily che li interrompe. Madre e figlio arrivano ad un accordo: Mystic Falls, così come la tenuta dei Salvatore, saranno di proprietà degli Eretici, mentre Stefan e Caroline avranno la possibilità di mandare via gli abitanti dalla città. Damon, Bonnie e Alaric, di ritorno dal viaggio in Europa, ritornano a casa e vedono che tutto è cambiato: ora gli Eretici sono i padroni. In particolare, Damon e Bonnie non approvano la resa di Stefan, sostenendo che devono combattere per riprendersi ciò che è loro. Una volta soli, vampiro e strega discutono ancora sul fatto avvenuto ad Amsterdam; lei trova insopportabile come Damon ricalchi continuamente il fatto che lei è viva mentre Elena è in coma. Lui ammette che una parte di sé sarà sempre tentata dal volerla morta per riavere indietro l'amore della sua vita, ma sa che non le farà mai del male. Quella sera Malcolm, uno degli Eretici, mentre cammina per le strade di Mystic Falls, incontra Bonnie che cerca di metterlo fuori combattimento con la sua magia. Lui, avendo le stesse capacità di Kai, assorbe i poteri della giovane strega. Come concordato, poco dopo arriva Damon sulla scena, che uccide Malcolm strappandogli il cuore. Intanto Stefan si trasferisce da Caroline, la quale ammette che, nonostante questa tragica situazione, è felice per il solo fatto che Stefan le sia vicino e i due si baciano. Lily e gli Eretici vengono a conoscenza della morte di Malcolm. Enzo rapisce Caroline iniettandole della verbena. Tornando alla scena iniziale dell'episodio, con un salto nel futuro di tre anni, Damon si arrabbia con Stefan per averlo risvegliato, dato che aveva deciso di farlo solo quando Elena sarebbe uscita dal coma, ma il fratello gli spiega che ha bisogno di lui perché una donna misteriosa gli dà la caccia e non si darà pace finché Stefan non sarà morto.
- Special guest star: Annie Wersching (Lily Salvatore).
- Guest star: Elizabeth Blackmore (Valerie Tulle), Scarlett Byrne (Nora Hildegard), Teressa Liane (Mary Louise).
- Altri interpreti: Justice Leak (Malcolm), Jaiden Kaine (Beau), Given Sharp (Ragazza adolescente), Al-Jaleel Knox (Ragazzo adolescente), Ryan Lewis (Sensitivo), Tony Simmons (Nuovo sceriffo), Alan Wells (Tecnico medicale).
- Ascolti USA: telespettatori 1 380 000 – share (18–49 anni) 2%[2]

## Non lasciarmi andare
- Titolo originale: Never Let Me Go
- Diretto da: Chris Grismer
- Scritto da: Brian Young

### Trama
Due ragazzi, di notte, si addentrano nel territorio di Mystic Falls, quando arrivano Mary Louise e Nora che li aggrediscono e uccidono.
Stefan è in auto, ma Beau gli sbarra la strada, poi arriva Lily che lo informa che Malcolm è morto e, dato che lei è certa che i suoi figli abbiano a che fare con la sua morte, gli rivela che ha fatto rapire Caroline. Quest'ultima è prigioniera nella casa dei Salvatore; la ragazza riesce a scappare, ma Nora e Mary Louise la catturano di nuovo. Caroline, di nuovo prigioniera, viene sottoposta alle sevizie di Mary Louise, ma Valerie decide di aiutarla evocando su di lei un incantesimo: la pelle di Caroline sarà come verbena per tutti i vampiri, quindi Mary Louise non potrà toccarla. Alaric fa vedere a Bonnie la Pietra della Fenice, un oggetto magico che lui ha rubato in un museo a New York e che sembra abbia il potere di far risorgere i morti, quindi le chiede di esaminarla; la pietra è animata da un potere malvagio e Bonnie gli suggerisce di distruggerla. Intanto Damon e Stefan si confrontano e Damon confessa di aver ucciso lui Malcolm, dopodiché va da Lily per ammettere la sua colpa, ma si accorge di non poter più entrare nella sua dimora, dato che l'atto di proprietà è passato a Matt. Damon e Stefan elaborano un piano per salvare Caroline: poiché la loro tenuta è stata intestata a Matt, Bonnie si offre di fermare il cuore di Matt per sei minuti, così in quel lasso di tempo i fratelli Salvatore potranno salvare Caroline. La strega pronuncia l'incantesimo e sviene, sconvolta dalle visioni provocate dalla Pietra della Fenice: è quello il cimelio che Lily sta cercando. Prima della scadenza dei sei minuti, Bonnie si riprende e risveglia Matt. Damon cerca di entrare in casa, ma Enzo lo informa che Lily, Nora, Valerie, Mary Louise e Beau sono andati al cimitero per riporre le ceneri di Malcolm nella cripta in cui Elena sta riposando, Damon quindi decide di raggiungerli. Stefan riesce a raggiungere Caroline e realizza di non poterla toccare a causa dell'incantesimo di Valerie; inoltre Enzo ha fatto sì che Lucy, la donna delle pulizie della tenuta dei Salvatore, che lavora sotto il soggiogamento di Lily e degli Eretici, sia la nuova proprietaria della tenuta. Damon va alla cripta e vede che il corpo di Elena è sparito. Damon si confronta con Lily e gli Eretici: la madre di Damon gli dice che per lei Malcolm era come un figlio, così impone a Damon l'obbligo di lasciare per sempre la città o altrimenti non gli dirà dove ha nascosto il corpo di Elena. Nel mentre, Alaric decide di distruggere la Pietra della Fenice immergendola nell'acido, ma non trova il coraggio di farlo, essendo quell'oggetto l'unica speranza di riavere indietro Jo, perciò va all'obitorio e testa la Pietra della Fenice su un cadavere. Damon informa Stefan che andrà via da Mystic Falls, ma non intende arrendersi: lui vuole solo far credere a Lily di aver vinto, perché l'unico modo per sconfiggere sua madre e gli Eretici è quello di metterli gli uni contro gli altri, facendo notare a Stefan che gli Eretici liberati da Kai erano sei, quindi ora che Malcolm è morto dovrebbero essere in cinque, ma in città ne sono presenti solo quattro: Oscar manca all'appello. Caroline, ancora prigioniera di Lily e degli Eretici, ha una conversazione con Nora, la quale le dà una copia del diario di Stefan del mondo prigione del 1903, di proprietà di Valerie. Le pagine scritte da Stefan risalgono al periodo in cui era ancora umano. Caroline apprende che Stefan conobbe Valerie in quel periodo e lui la descriveva come la ragazza più bella che avesse mai visto. Tre anni nel futuro: Caroline lavora in una stazione TV in Texas; il suo assistente la informa che il suo fidanzato l'ha chiamata perché sta pianificando una gita verso Mystic Falls.
Improvvisamente, i due vengono attaccati dalla stessa misteriosa persona che sta dando la caccia a Stefan, la quale uccide l'assistente di Caroline, mentre quest'ultima perde i sensi.
- Special guest star: Annie Wersching (Lily Salvatore).
- Guest star: Elizabeth Blackmore (Valerie Tulle), Scarlett Byrne (Nora Hildegard), Teressa Liane (Mary Louise).
- Altri interpreti: Jaiden Kaine (Beau), John Winscher (Tony), Maryam Cne' (Amanda), Bryan Adrian (Ryan), Nisey Woods (Lucy).
- Ascolti USA: telespettatori 1 400 000 – share (18–49 anni) 2%[3]

## L'età dell'innocenza
- Titolo originale: Age of Innocence
- Diretto da: Michael Allowitz
- Scritto da: Melinda Hsu Taylor e Holly Brix

### Trama
Damon ora vive a casa di Alaric, mentre Bonnie ha ancora delle visioni a causa della Pietra della Fenice, quindi chiede ad Alaric se l'ha effettivamente distrutta e lui le mente dicendole di sì. Stefan fa una chiamata al suo cellulare, perso nella tenuta di famiglia quando cercò di salvare Caroline, quest'ultima infatti risponde e Stefan le dice che la salverà, ma che per il momento Lily deve credere che lui e Damon siano ai ferri corti. Caroline, dopo aver letto i diari di Stefan che Valerie ha portato con sé dal mondo prigione, gli chiede in che circostanze la conobbe, poi però arriva Valerie che le toglie il cellulare. Damon, Bonnie e Alaric vanno alla ricerca dell'ultimo eretico, Oscar, e lo trovano a Myrtle Beach; intanto Lily cerca di imparare a guidare, ma una ruota della sua auto si fora, quindi Stefan, dopo averle fatto credere che lui e Damon non si parlano più, cambia la ruota dell'auto e si offre di insegnarle a guidare. Stefan ha capito che l'eretica Valerie è la stessa ragazza che lui conobbe da umano; Lily gli spiega che Valerie, che a quel tempo era un'infermiera che si prendeva cura dei malati di tubercolosi, venne presa sotto la sua ala dopo che lei divenne un vampiro e le chiese di andare a trovare Stefan per vedere come stava. Intanto Valerie racconta a Caroline la stessa storia: a Mystic Falls nel 1863 Stefan conobbe Valerie a una fiera di paese, lei era in compagnia di Julian (il compagno vampiro di Lily) e fece subito amicizia con Stefan. Al tempo Valerie era ancora una strega respinta dalla congrega Gemini che, come Kai, poteva usare la magia solo se assorbita da altre fonti, motivo per cui portava sempre al collo un amuleto magico dal quale traeva forza. Julian non gradiva il modo in cui Valerie si avvicinava a Stefan e quindi la ragazza, all'insaputa di Stefan, usò la magia per rendere sé stessi invisibili e, dopo essersi appartati in un posto isolato, i due fecero l'amore: Stefan perse la verginità, infatti Valerie fu il suo primo amore. Damon, Alaric e Bonnie trovano Oscar in un hotel. L'eretico sembra conoscere bene Damon, infatti i due si incontrarono quando lui era di stanza con l'esercito ad Atlanta e Lily gli chiese di tenerlo d'occhio.
Damon e gli altri gli chiedono perché è lì, Oscar risponde che vuole solo divertirsi, infatti a lui non interessa far parte della famiglia di Eretici di Lily, perché lui ama il ventunesimo secolo e fare baldoria. Bonnie gli chiede di toglierle le visioni nella sua mente indotte dalla pietra, lui lo fa ma quando capisce che loro hanno la Pietra della Fenice li mette tutti al tappeto con la sua magia e ruba la pietra ad Alaric. Con un altro flashback, Stefan, dopo aver fatto l'amore con Valerie, la portò con sé a fare visita alla tomba di Lily, ma poi arrivò Julian che le disse che era ora di tornare a New York. Valerie prometté a Stefan che sarebbe tornata da lui. Caroline capisce che Valerie ha reso la sua pelle come la verbena non per proteggerla da Nora e Mary Louise, ma per evitare che sia Stefan a toccarla. Bonnie rimprovera Alaric per averle mentito e Damon perché lo sapeva, ma Alaric le dice che Jo era l'amore della sua vita e che per lui non ha senso vivere senza di lei e che se c'è anche una sola possibilità di riportarla indietro, allora vale la pena provare. Con un altro flashback, Stefan, dopo aver ricevuto da Valerie un telegramma dopo tanti mesi in cui gli diceva che sarebbe tornata, andò al luogo dell'incontro, aspettò per molte ore ma lei non venne mai. Damon finalmente ricorda di quando conobbe Orcar: fu lui a convincerlo a disertare, salvandogli la vita, dato che tutti i membri del suo plotone vennero uccisi poco dopo. Damon lo affronta, ma lui lo sconfigge facilmente, Alaric però lo indebolisce sparandogli dei dardi alla verbena, infine Damon lo colpisce facendogli perdere i sensi. Bonnie decide di aiutare Alaric a riportare in vita Jo, ma a patto che non le menta più. Con un altro flashback, Valerie si apprestava a raggiungere Stefan ma Julian, dopo averle tolto il suo amuleto magico, le dice che è consapevole del fatto che lei aspetta un bambino da Stefan. Damon telefona a Lily e le dice che ha rapito Oscar; lui ha capito che sua madre considera veramente gli Eretici la sua famiglia (in maniera analoga a come lui considera Alaric e Bonnie parte della sua), quindi le dice che se rivuole indietro Oscar dovrà restituirgli Elena. Stefan va al luogo dove lui e Valerie dovevano darsi appuntamento; lui non sa che Valerie è vicina a lui, ma che si sta nascondendo con la magia; lei ha notato che Stefan va spesso lì, a dimostrazione del fatto che non l'ha mai dimenticata. Con un altro flashback, Julian picchia Valerie facendola abortire, lui infatti doveva andare a Londra con Lily, la quale non sarebbe mai partita senza Valerie. Durante il viaggio in nave che doveva portarli a destinazione, Lily guarì Valerie con il suo sangue, dopo che Julian le disse che era stata picchiata da un delinquente. Valerie non le disse mai la verità (perché Lily non avrebbe approvato la sua relazione con suo figlio) e si tolse la vita con il laudano, ma dato che in lei scorreva ancora il sangue di Lily tornò in vita, così Valerie divenne la prima eretica. Caroline dice a Lily che Stefan le ha sempre voluto bene e che scriveva spesso di lei nei suoi diari, così Lily, colpita nel profondo, decide di liberarla e la vampira torna da Stefan, che però a causa dell'incantesimo di Valerie non la può toccare. Valerie va al Whitmore College, dove Damon tiene prigioniero Oscar: lui le rivela di aver trovato il corpo di Julian, infatti è per questo che si era allontanato dalla famiglia, in quanto lui vuole usare Julian come moneta di scambio per convincere Lily a permettergli di essere libero, ma Valerie, che odia ancora Julian e non lo rivuole indietro, uccide Oscar. Tre anni nel futuro: Stefan telefona a Tyler che ora vive a New York e gli chiede se è riuscito a mettersi in contatto con Caroline, ma lui gli dice che la ragazza non risponde alle chiamate. Stefan stranamente perde sangue a causa di una ferita a forma di croce che ha sul petto, poi, per non lasciare tracce, dato che sta scappando dalla misteriosa donna, dà fuoco alla sua amata auto.
- Special guest star: Annie Wersching (Lily Salvatore), Michael Trevino (Tyler Lockwood).
- Guest star: Elizabeth Blackmore (Valerie Tulle), Todd Lasance (Julian), Tim Kang (Oscar).
- Ascolti USA: telespettatori 1 200 000 – share (18–49 anni) 2%[4]

## Il tuo cuore lo porto con me
- Titolo originale: I Carry Your Heart with Me
- Diretto da: Jeffrey Hunt
- Scritto da: Neil Reynolds

### Trama
3 anni nel futuro: Alaric è nella sua nuova casa insieme alle sue due figlie, poi però Damon si presenta alla soglia della porta di casa sua.
Alaric è sorpreso di rivederlo dato che credeva che fosse ancora nella bara, inoltre è poco felice della sua visita. Damon gli chiede di farlo entrare perché ha bisogno del suo aiuto. Oggi:Lily è pronta a dare a Damon la bara con dentro il corpo di Elena in cambio di Oscar, ma quando Damon va a prendere l'eretico, scopre che è morto e questo è un problema, perché non avrà nessun potere contrattuale su sua madre. Lily parla con Valerie, avendo scoperto da Stefan della loro relazione passata, chiedendole perché non le disse niente, ma soprattutto perché spezzò il cuore di Stefan; Valerie preferisce non confessarle ciò che le fece Julian, quindi le dice semplicemente che a quel tempo era un'umana insensibile. Dei turisti, incuriositi da Mystic Falls e dai misteriosi avvenimenti che accadono lì, decidono di fare un giro turistico per la città, ma Matt e Enzo li mandano via, poi Enzo chiede a Matt di fargli accedere alle videocamere del Whitmore College. Stefan e Caroline non possono ancora toccarsi a causa dell'incantesimo di Valerie, così Caroline prova a convincere Stefan a parlare con l'eretica nella speranza di farle cambiare idea e toglierle l'incantesimo, ma Stefan non se la sente. Damon e Stefan provano a nascondere il cadavere di Oscar, poi Mary Louise e Nora vanno al Whitmore College per riprendersi il loro compagno eretico, ma Stefan e Damon si inventano una scusa dicendo alle due eretiche che Oscar è scappato. Mary Louise e Nora però non credono alle loro parole e dunque usano la compulsione su una ragazza per recapitare un messaggio ai fratelli Salvatore: se non riavranno indietro Oscar, uccideranno uno studente del Whitmore College ad ogni ora; dopodiché la ragazza, sempre sotto il controllo delle due eretiche, si toglie la vita davanti a Stefan e Damon. Enzo si confronta con Valerie, dicendole che l'ha vista nelle riprese delle videocamere del Whitmore College risalenti alla notte scorsa, infatti Enzo l'accusa di aver ucciso Oscar. Lei non si difende dalle accuse, dicendogli che ha dovuto ucciderlo per tenere Julian lontano dalla famiglia. Enzo le chiede chi sia Julian e lei gli risponde che se vuole che Lily ricambi il suo amore farebbe meglio a tenere Julian lontano da lei. Bonnie prova a riportare in vita Jo con la Pietra della Fenice, ma Damon le chiede di riportare in vita Oscar. Stefan e Caroline decidono di tenere occupate Nora e Mary Louise, convincendole a venire al ballo dell'università dedicato ad Halloween, aiutandole nella scelta dei costumi, però contemporaneamente cercano di convincerle a togliere a Caroline l'incantesimo che impedisce a Carolina di essere toccata dai vampiri, ma le due eretiche non intendono farlo, perché non vogliono mettersi contro Valerie. Dopo vari tentativi, Bonnie riesce a riportare in vita Oscar con la pietra, così Damon lo porta da Lily. Durante il ballo, Nora e Mary Louise iniziano a divertirsi, dimenticandosi così dei loro intenti omicidi; Caroline però litiga con Stefan perché secondo lei il suo ragazzo non vuole confrontarsi con Valerie per paura di provare ancora dei sentimenti per lei, ma secondo Stefan questa in realtà è una paura di Caroline. Enzo chiede a Lily chi sia Julian e lei risponde che era l'amore della sua vita. Damon fatica a tenere Oscar sotto controllo, perché da quando è tornato in vita sembra molto confuso, tra l'altro ha un'insaziabile sete di sangue e quindi scappa via. Nora e Mary Louise iniziano a litigare perché Nora trova frustrante il fatto che Mary Louise le stia sempre addosso a causa delle sue gelosie, ma soprattutto per la sua incapacità di adattarsi al ventunesimo secolo. Stefan prova a consolare Mary Loiuse, ma poi le inietta della verbena e minaccia Nora di ucciderla con un paletto al cuore se non libererà Caroline dell'incantesimo di Valerie. Nora con la sua magia toglie a Stefan il paletto di mano, però poi arriva Caroline che blocca Nora e, dato che la sua pelle è come la verbena, Nora, sopraffatta dal dolore, assorbe l'incantesimo di Valerie, dopodiché Caroline le spezza l'osso del collo; infine lei e Stefan, potendosi finalmente toccare, si baciano appassionatamente. Oscar uccide i turisti che Matt e Enzo avevano allontanato, dopodiché sopraggiunge Lily che cerca di calmarlo, ma Oscar si avvicina a lei pericolosamente, così Damon gli spezza l'osso del collo. Lily dice a Damon che la bara di Elena si trova nelle rovine della vecchia villa dei Salvatore, dandogli il permesso di riprenderla, ma il veto di non tornare a Mystic Falls è ancora valido per lui, inoltre gli dice che anche se Elena è in uno stato di sonno, Damon in un certo senso si illude di averla ancora accanto stando vicino al suo corpo e questo perché ha paura di scoprire chi è senza l'amore della sua vita. Nora si risveglia e decide di vendicarsi di Stefan e Caroline, ma Mary Louise le dice che non ne vale la pena, poi si scusa con lei, promettendole che non permetterà più alla sua paranoia e alle sue insicurezze di rovinare la loro relazione. Stefan e Caroline vanno in camera da letto, Stefan le giura di non provare più niente per Valerie, poi i due vampiri fanno l'amore. Valerie beve da sola al Mystic Grill e viene raggiunta da Matt, che le punta contro il fucile, ma proprio quando stava per spararle arriva Enzo che lo disarma e gli intima di andarsene. Enzo chiede a Valerie cosa deve fare per tenere Julian lontano da Lily. Quest'ultima mette Oscar a letto prendendosi cura di lui. Damon decide di separarsi definitivamente da Elena, quindi chiede a Tyler di raggiungerlo a Mystic Falls e di portarsi via con lui la bara con dentro Elena, perché adesso sente il bisogno di capire chi è senza di lei. Bonnie usa la Pietra della Fenice su Jo, quest'ultima apre gli occhi.
- Special guest star: Annie Wersching (Lily Salvatore), Michael Trevino (Tyler Lockwood)[5].
- Guest star: Elizabeth Blackmore (Valerie Tulle), Jodi Lyn O'Keefe (Jo Laughlin/Florence), Scarlett Byrne (Nora Hildegard), Teressa Liane (Mary Louise), Tim Kang (Oscar/Vampiro sconosciuto).
- Altri interpreti: Alan Wells (Tecnico medicale), Tierney Mumford (Lizzie Saltzman), Lily Rose Mumford (Josie Saltzman), Pamela Ricardo (Barista), Randy Havens (Guida turistica).
- Ascolti USA: telespettatori 1 240 000 – share (18–49 anni) 2%[6]

## Supereremo tutto questo
- Titolo originale: Live Through This
- Diretto da: Kellie Cyrus
- Scritto da: Rebecca Sonnenshine

### Trama
Stefan e Caroline passano la mattina insieme, ma poi vengono interrotti da Damon che li informa che Elena è al sicuro, ma che Stefan deve parlare con Valerie per chiederle per quale motivo ha ucciso Oscar. Lily e gli Eretici si prendono cura di Oscar, che è stranamente introverso. Valerie è in auto, ma la strada le viene sbarrata da Damon, il quale vuole delle informazioni da lei, ma l'eretica lo attacca con la sua magia. Alaric cerca di aiutare Jo a rimettersi in sesto dopo la sua resurrezione, ma la donna non sembra avere ricordi della sua precedente vita e nemmeno di Alaric. Valerie cerca di raggiungere in auto il luogo in cui si trova Julian in compagnia di Stefan e Damon, quest'ultimo le chiede perché ha ucciso Oscar e lei, senza scendere troppo nel dettaglio, afferma che non voleva che Julian, il compagno vampiro di Lily, tornasse a far parte della famiglia, perché è un uomo crudele, colpevole di molti massacri. Bonnie, che vuole approfondire meglio i poteri della Pietra della Fenice, va nella tenuta dei Salvatore per fare visita a Oscar e lì trova Enzo. I due discutono e intanto Oscar si lascia trasportare dalla sete di sangue, cercando di uccidere la donna delle pulizie. Enzo lo ferma e Bonnie fa vedere all'eretico la Pietra della Fenice. Oscar le dice che è da lì che viene.
Valerie, Damon e Stefan si fermano a una stazione di servizio e quest'ultimo telefona a Caroline e la invita a cena con lui, intanto Valerie informa i fratelli Salvatore che darà fuoco al cadavere di Julian, poiché lui è già morti, ucciso nel 1903. I tre trovano il deposito dove Oscar aveva nascosto il corpo di Julian, ma è pieno di bare, quindi decidono di aprirle una a una, finché ne trovano una che non si apre e capiscono che è quella la bara dove Oscar ha nascosto il corpo di Julian, sigillandola con un incantesimo, Valerie apre la bara usando i suoi poteri di eretica per assorbire il sigillo magico e spiega ai fratelli Salvatore che Lily voleva la Pietra della Fenice per riportare in vita Julian, dato che la sua anima è sigillata all'interno della pietra. I fratelli quindi capiscono che la Pietra della Fenice non ha propriamente il potere di riportare in vita i morti, essa funge solo da sigillo e dentro di sé sono rinchiuse le anime di molti vampiri, che possono essere liberate dalla pietra e inserite in un altro corpo; Damon capisce quindi che Jo non è tornata in vita, ma che nel suo corpo c'è lo spirito di un vampiro, quindi telefona a Bonnie e le chiede di riferire la cosa ad Alaric. Bonnie capisce che anche Oscar non è tornato in vita e che nel suo corpo c'è lo spirito di un altro vampiro, quindi informa Enzo della cosa, dopodiché il vampiro nel corpo di Oscar aggredisce Enzo e Bonnie perché crede che la strega voglia sigillarlo nuovamente nella pietra, inoltre prende atto che il suo corpo di vampiro/eretico può usare la magia. Bonnie e Enzo scappano e quest'ultimo prende la Pietra della Fenice. I due cercano di mettersi al riparo dentro a una delle stanze della tenuta dei Salvatore, Bonnie la sigilla con la magia, ma il vampiro nel corpo di Oscar assorbe la magia di Bonnie con i suoi poteri di eretico ed entra, e dato che è Enzo ad avere la Pietra della Fenice, permette a Bonnie di andarsene, mentre Enzo riesce comunque a ucciderlo. Valerie cerca di dare fuoco al corpo di Julian, ma arrivano Nora e Mary Louise che glielo impediscono. Arrivano anche Lily e Beau e tutti loro sono delusi dal fatto che Valerie volesse dare fuoco a Julian, quindi le voltano le spalle. Damon chiede a Lily che cosa rappresenta Julian per lei, la donna gli dice che è l'amore della sua vita e che l'ha resa una persona migliore, ma Valerie invece sostiene che Lily è così accecata dall'amore che prova per lui da non rendersi conto che Julian tira fuori il peggio di lei, rivelando a Damon che è stata proprio Lily a suggerire a Kai di fare a Elena e Bonnie l'incantesimo per cui la prima rimarrà in uno stato comatoso finché l'amica resterà viva. Damon, fuori di sé dalla rabbia, attacca Lily, ma Beau lo mette al tappeto con la sua magia, poi Lily e gli Eretici scappano. Valerie confessa a Stefan che aspettava un bambino da lui, ma che per colpa delle percosse di Julian ha abortito. Lily torna a casa e apprende da Enzo della morte di Oscar per mano di Valerie, Enzo, innamorato di Lily, le chiede di scegliere tra lui e Julian, ma con suo rammarico Lily sceglie Julian, così Enzo le dà la pietra. Caroline, che si stava preparando per uscire con Stefan, riceve una chiamata dal suo fidanzato che le dice che dovranno rimandare la loro uscita. Caroline gli chiede se sta bene e lui le mente, dicendo che non c'è nulla di cui parlare. Valerie si stabilisce da Stefan e Damon nella tenuta dei Lockwood, e chiede a Stefan se gli sarebbe piaciuto diventare padre. Stefan le dice che lui da umano desiderava dei figli e che è arrabbiato per via del fatto che gli è stata tolta una cosa che doveva essere sua. Alaric è al bar e riceve una chiamata di Bonnie che lo informa che Jo non è tornata in vita, ma che nel suo corpo c'è lo spirito di un'altra persona. Alaric esce dal bar e vede la donna chiedendole se lei è Jo, lei purtroppo gli risponde di no aggiungendo che non ricorda chi sia, così Alaric le dice che si prenderà cura di lei. Bonnie e Damon bevono insieme, Damon le dice che Lily pagherà per ciò che ha fatto a Elena, lui infatti spera che Lily riesca a riportare in vita Julian e che possa innamorarsi nuovamente di lui ed essere felice, così a quel punto Damon ucciderà Julian, portando via a Lily il suo amore. Intanto gli Eretici usano la Pietra della Fenice e riportano in vita Julian, ricollegando lo spirito al suo corpo. Tre anni nel futuro: Bonnie sta affrontando una sessione di gruppo in un ospedale psichiatrico.
Terminata la sessione, la strega fa ritorno nella sua stanza; inaspettatamente incontra Enzo, che le dice che è tempo che lei torni a casa. Di lì a poco, i due si baciano.
- Special guest star: Annie Wersching (Lily Salvatore).
- Guest star: Elizabeth Blackmore (Valerie Tulle), Jodi Lyn O'Keefe (Jo Laughlin/Florence), Scarlett Byrne (Nora Hildegard), Teressa Liane (Mary Louise), Todd Lasance (Julian), Tim Kang (Oscar/Vampiro sconosciuto).
- Altri interpreti: Jaiden Kaine (Beau), Nicky Buggs (Medico), Nisey Woods (Lucy).
- Ascolti USA: telespettatori 1 340 000 – share (18–49 anni) 2%[7]

## Da servire freddo
- Titolo originale: Best Served Cold
- Diretto da: Darren Genet
- Scritto da: Caroline Dries

### Trama
L'episodio inizia con Stefan che sogna come sarebbe stata la sua vita se fosse diventato padre, immaginando di avere un figlio di nome Jacob al quale insegna a cacciare, poi però si sveglia e Caroline, che era andata a trovarlo, gli chiede perché ora Valerie vive con loro, lui risponde che ha bisogno di protezione, perché quando Julian, appena risorto, scoprirà che Valerie ha cercato di bruciare il suo corpo, proverà a ucciderla. Julian, più felice che mai per la sua resurrezione, affronta Beau in un duello di scherma, poi arriva Lily che lo informa della festa che la sera stessa si terrà nella tenuta di famiglia, lei e gli Eretici hanno invitato anche Damon, Stefan, Matt, Bonnie e Enzo all'evento, nella speranza di stringere una tregua. Damon informa Stefan che aspetterà qualche mese prima di uccidere Julian, per far soffrire sua madre ancora di più, ma suo fratello minore gli dice che lo ucciderà subito. Alla festa, a cui prendono parte anche gli abitanti delle città vicine (tutti sotto l'effetto della compulsione), Bonnie e Enzo fanno credere a Lily di essere venuti insieme, nella speranza di farla ingelosire. Lily chiede a Bonnie di lasciarsi alle spalle le loro diatribe, ma la strega non può perdonarla, perché è stata lei a spingere Kai a unire la sua forza vitale a Elena, la quale uscirà dal suo sonno solo quando Bonnie morirà, ragion per cui non potrà mai più vederla. Stefan e Damon hanno modo di conoscere Julian, quest'ultimo gioca a biliardo con Stefan, in realtà Stefan premedita di ucciderlo, ma poi arriva Damon che con delle allusioni lo convince a cambiare idea. Intanto Alaric cerca di aiutare il vampiro nel corpo di Jo a integrarsi nel ventunesimo secolo, ma stranamente le sue condizioni di salute peggiorano. Caroline cerca di guarirla con il suo sangue di vampiro, ma lei lo rigetta, così Valerie, in maniera indelicata, informa Alaric che "Jo" sta per morire, perché il suo corpo mortale di umana, essendo incompatibile con l'anima del vampiro, sta andando in putrefazione. Caroline la invita a essere più rispettosa, perché Jo è morta il giorno delle sue nozze con Alaric mentre era incinta di due gemelli.
La donna inizia a ricordare alcuni dettagli della sua vita quando era un vampiro, si chiamava Florence e venne uccisa da una misteriosa ragazza che trafisse il suo cuore con la lama di una strana spada, la cosa insolita è il fatto che il metallo non dovrebbe uccidere i vampiri, poi dice ad Alaric che Jo doveva essere una donna fortunata per avere al suo fianco un uomo come lui; Alaric la ringrazia, perché in un certo senso ha potuto dire addio a Jo grazie a lei. Florence muore e Alaric le chiude gli occhi. Durante la festa, Julian chiede a Beau se può cercare, nell'auto di Oscar, una cosa che apparteneva a lui, Enzo origlia la conversazione incuriosito. Mary Louise si sente a disagio, perché Nora si allontana sempre di più da lei, poi Julian la invita a nutrirsi del sangue di una delle donne che si occupa del catering, anche se questo va contro le regole di Lily, ma Julian fa capire a Mary Louise che lei ha perso la sua grinta ed è per questo che Nora sta mettendo le distanze da lei; Mary Louise inizia a nutrirsi della donna e, riacquistando fiducia in se stessa, bacia Nora davanti a tutti e la invita a seguirla. Stefan intende ancora uccidere Julian, ma Damon prova a fermarlo e gli chiede la ragione del suo astio nei confronti del compagno della madre, Stefan però preferisce non dirgli niente, dopodiché lui e Matt, con un astuto stratagemma, gli fanno bere dell'alcool pieno di verbena, così Damon perde i sensi. Un membro del catering chiede a Bonnie dove può trovare il liceo di Mystic Falls, la giovane Bennett trova che questo sia strano dato che il liceo è stato chiuso, ma l'uomo ci va ugualmente, Bonnie capisce che sta agendo sotto compulsione. Stefan aggredisce Julian e proprio quando si apprestava a ucciderlo arriva Lily, che lo salva. Bonnie e Matt vanno al liceo e vedono che lì dentro ci sono molte persone che, sotto l'effetto della compulsione (probabilmente per opera degli Eretici), sono attaccati a delle flebo. Lily pretende delle spiegazioni da Stefan per come si è comportato, poi arriva Damon, che si è appena ripreso, e Julian racconta ai due fratelli che quando la sua anima era imprigionata nella Pietra della Fenice lui, ogni giorno, ha vissuto il suo "Inferno personale", costretto ad uccidere quotidianamente la sua amata Lily, e poi afferma di voler dare ai fratelli Salvatore la lezione che meritano per aver appena mancato di rispetto a lui e alla madre. Damon e Stefan lo aggrediscono, ma lui li sconfigge con estrema facilità, e proprio mentre si apprestava a ucciderli, Lily lo convince a lasciarli andare via. Tornati alla tenuta dei Lockwood, i due fratelli litigano, Damon inizia a insultare Valerie, suo fratello minore lo aggredisce dicendogli che l'eretica, quando era ancora una mortale, aspettava un bambino da lui e che ha abortito perché Julian la picchiò. Lily rimprovera Julian per come si è comportato con Damon e Stefan, facendogli capire che loro due sono sempre i suoi figli e l'ultima cosa che vuole è vederli morti; Julian poi si fa perdonare. Damon e Stefan si mettono a bere insieme, i due concordano sul fatto che Julian è uguale al loro defunto padre, Damon ripensa a quando lui e Elena parlavano di avere figli e del fatto che avrebbe voluto essere padre per la sola soddisfazione di essere un genitore migliore di Giuseppe. Stefan ammette che da quando è diventato un vampiro ha vissuto tante belle esperienze, ma che ha sempre rimpianto di non aver avuto dei bambini, affermando che ucciderà Julian al più presto, così Damon gli dice che lo aiuterà. Valerie guarda il video delle nozze di Alaric e Jo, concentrandosi sul momento in cui i membri della congrega Gemini stavano per sigillare Kai nel mondo prigione, poco prima che morissero tutti, Valerie informa però Alaric e Caroline che quello non era l'incantesimo per creare il mondo prigione, ma un raro incantesimo che solitamente la congrega usava per proteggere la sua prole, dato che dalla vita dei due gemelli di Alaric e Jo dipendeva l'esistenza di tutta la congrega Gemini, azzardando l'ipotesi che i gemelli di Alaric non siano morti, ma semplicemente trasferiti altrove. Valerie fa un incantesimo per localizzare i gemelli con il sangue di Alaric, versandolo sulla cartina, più precisamente sull'Indonesia, il punto geografico più lontano da Mystic Falls. Il sangue percorre tutta la cartina fino a cadere ai piedi di Caroline, per poi prendere fuoco, indicando così il luogo in cui si trovano i gemelli; Valerie capisce che i gemelli sono nel grembo di Caroline. Tre anni nel futuro: Alaric, dopo aver fatto entrare Damon in casa sua, discute con lui, il vampiro gli dice che è a conoscenza del fatto che lui e Caroline sono fidanzati, informandolo che la misteriosa donna che dà la caccia a Stefan userà sicuramente Caroline come esca, ma proprio in quel momento i due vedono Caroline ferita in diretta TV mentre, contro la sua volontà, da un messaggio a Stefan.
- Special guest star: Annie Wersching (Lily Salvatore).
- Guest star: Elizabeth Blackmore (Valerie Tulle), Jodi Lyn O'Keefe (Jo Laughlin/Florence), Scarlett Byrne (Nora Hildegard), Teressa Liane (Mary Louise), Todd Lasance (Julian).
- Altri interpreti: Jaiden Kaine (Beau), Ethan Andrew Casto (Jacob), Valerie Sue Love (Cameriera), Rajeev Jacob (Approvvigionatore).
- Ascolti USA: telespettatori 1 320 000 – share (18–49 anni) 2%[8]

## Mammina cara
- Titolo originale: Mommie Dearest
- Diretto da: Tony Solomons
- Scritto da: Chad Fiveash e James Stoteraux

### Trama
Caroline e Alaric attendono l'esito del test di gravidanza, dato che si suppone che la vampira sia incinta dei gemelli di Alaric, anche se secondo lei è impossibile, dato che tecnicamente i vampiri non possono avere figli. Alaric però le spiega che, anche se lei è un vampiro, le sue funzioni biologiche non sono tanto diverse da quelle di un'umana e che se la congrega Gemini voleva tenere al sicuro la sua prole in effetti era meglio trasferirla all'interno del corpo di un vampiro, dato che non può morire. Purtroppo però il test risulta negativo, quindi Caroline si convince di non essere incinta. Stefan informa Damon che Lily sta venendo a trovarli, dato che l'ha invitata nella tenuta dei Lockwood. Lily li raggiunge, credendo che i suoi figli vogliano raggiungere una tregua, ma Stefan le rivela che Valerie aspettava un figlio da lui e che quando Julian venne a saperlo la picchiò facendola abortire, ma Lily non gli crede. In seguito Stefan le fa bere un drink con un concentrato di verbena e le fa perdere i sensi. Bonnie e Enzo trovano l'auto di Oscar e al suo interno trovano una strana spada, una daga, quindi Enzo dà per scontato che quell'arma, a cui Julian era interessato, possa ucciderlo. Bonnie cerca di fargli capire che non vale la pena fare tutto ciò per l'amore di Lily, perché anche se uccidesse Julian, cosa improbabile dato che è un vampiro molto più vecchio e potente di Enzo, Lily lo odierebbe per aver ucciso l'amore della sua vita, ma Enzo è pronto ad andare fino in fondo. Lily si risveglia, legata a una sedia con delle corde intrise di verbena, Stefan e Damon cercano di farle capire che Julian è come Giuseppe, e che Lily è sempre attratta da uomini manipolatori e violenti, accennando a una cosa accaduta in occasione della Festa del Ringraziamento del 1851: Damon e Stefan erano ancora due bambini e Giuseppe costrinse Damon a decapitare un tacchino a cui lui era affezionato e lo costrinse a mangiarlo con delle minacce. Matt cerca di occuparsi delle persone che, sotto compulsione, sono prigioniere nel liceo di Mystic Falls, attaccate a delle flebo di soluzione salina per tenerli idratati e nutriti con cibi ricchi di ferro, affinché gli Eretici possano usarli come "bestiame". Caroline lo aiuta e chiama Valerie, che con i suoi poteri di eretica libera quelle persone dalla compulsione, dopodiché Caroline manipola le loro menti affinché abbandonino Mystic Falls. Nonostante il test di gravidanza negativo, Caroline ha le nausee, così inizia a sospettare di essere veramente incinta. All'improvviso arriva Beau che li aggredisce, Matt gli spara, ma l'eretico prende il proiettile al volo, Valerie usa la magia per occultare se stessa, insieme a Caroline e Matt, e scappano. Mentre i fratelli Salvatore sono insieme alla madre, le ricordano di quando Giuseppe accusò Damon di aver rubato del denaro, lui era innocente, ma per evitare che se la prendesse con Stefan si assunse la colpa e Giuseppe gli ustionò il braccio con un sigaro acceso. Intanto Enzo si presenta nella tenuta dei Salvatore e sfida Julian a un duello di scherma per amore di Lily, i due vampiri escono dalla villa e impugnano le spade, ma Enzo usa anche la daga trovata nell'auto di Oscar, i due iniziano a combattere e nel momento in cui Enzo ferisce Julian, anche Lily viene ferita, così lei capisce che Julian è in pericolo e rivela ai suoi figli che, per proteggere il suo amato, gli Eretici l'hanno legata a lui.
Julian riesce a sconfiggere Enzo, ma poi arriva Damon e affonda la daga nel cuore di Julian, apparentemente uccidendolo. Lily confessa a Stefan che era stata lei a rubare i soldi a Giuseppe, per comprare tre biglietti per il treno destinati a lei e ai suoi bambini, Lily infatti voleva scappare con loro, ma Giuseppe lo scoprì e la picchiò minacciandola di portarle via Damon e Stefan nel caso ci avesse riprovato un'altra volta. Bonnie fa delle ricerche sulla daga e con l'aiuto di Alaric scopre che essa, senza la Pietra della Fenice sull'elsa, è una comune arma senza potere, motivo per cui Julian è ancora vivo. Damon crede che Julian sia morto, quindi informa Enzo che anche Lily è sicuramente morta, dato che erano legati, non mostrando il minimo senso di colpa. Enzo lo colpisce con un pugno, ma poi Julian si rialza e dopo aver spezzato il collo a Enzo si appresta a uccidere Damon. All'improvviso intervengono Stefan e Lily e quest'ultima convince Julian ad andarsene via con lei. Caroline chiede a Valerie come conoscesse il presunto incantesimo che avrebbe permesso alla congrega di salvare la sua prole, Valerie le confessa quindi che quando era umana aspettava un bambino da Stefan e che abortì, ma che provò a salvarlo con lo stesso incantesimo, fallendo, dato che serviva tutta la congrega al completo mentre lei era da sola. Mentre sono a casa, Lily chiede a Julian se è vero che Valerie era incinta del suo futuro nipote e che ha abortito perché lui la aggredì, ma Julian si professa innocente e quindi lui e Lily fanno pace, ma poi Lily ripensa a quando Giuseppe si scusò con lei dopo averla picchiata, capendo così che Julian è uguale al suo defunto marito, perché ha affrontato Enzo pur sapendo che poteva morire e con lui anche Lily, senza nessun riguardo per lei, capendo di essere quindi troppo arrendevole. Stefan rimprovera Damon per aver quasi ucciso Lily, ma a Damon non importa, giacché Lily li ha abbandonati preferendo Julian e gli Eretici; Damon afferma inoltre che, per quanto Stefan cerchi di redimerla, non potrà mai cambiarla. Bonnie e Enzo vanno a bere insieme, il vampiro ormai ha capito che Lily non lo amerà mai come ama Julian, Bonnie gli dice che non vale la pena disperarsi per una persona come lei. Per andare sul sicuro, Alaric e Caroline vanno in ospedale per un'ecografia, ma anche in questo caso non risulta che Caroline sia incinta, dopodiché arriva Valerie, che intuisce che la congrega Gemini aveva occultato i gemelli per proteggerli meglio, ecco perché non risultava che Caroline fosse incinta; infatti, dopo che Valerie annulla l'incantesimo di occultamento, l'ecografia mostra i gemelli nel grembo di Caroline. Lily va dai suoi figli nella casa dei Lockwood, dicendo loro che li aiuterà a uccidere Julian, avendo capito che lui è solo un mostro. Tre anni nel futuro: Damon e Alaric vanno alla stazione televisiva dove lavora Caroline per salvarla, dato che la misteriosa donna che dà la caccia a Stefan la tiene lì come ostaggio per attirare la sua attenzione.
Damon entra nell'edificio, dando ad Alaric il compito di rimanere nel parcheggio, per impedire a Stefan di affrontare la donna nel caso arrivasse. Damon scopre che il messaggio che Caroline stava mandando in onda per Stefan era una registrazione, infine la donna misteriosa spara a Damon con dei dardi alla verbena facendogli perdere i sensi.
- Special guest star: Annie Wersching (Lily Salvatore).
- Guest star: Elizabeth Blackmore (Valerie Tulle), Todd Lasance (Julian), John Charles Meyer (Giuseppe Salvatore da giovane).
- Altri interpreti: Jaiden Kaine (Beau), Gavin Casalegno (Damon Salvatore da bambino), Luke Judy (Stefan Salvatore da bambino), Tasia Grant (Medico).
- Ascolti USA: telespettatori 1 100 000 – share (18–49 anni) 1%[9]

## Stringimi, emozionami, baciami, uccidimi
- Titolo originale: Hold Me, Thrill Me, Kiss Me
- Diretto da: Leslie Libman
- Scritto da: Brett Matthews

### Trama
3 anni nel futuro: Damon è incatenato a una sedia nello studio televisivo dove lavora Caroline quando, all'improvviso, vede arrivare sua madre Lily, che si lamenta di aver catturato il fratello sbagliato. 
Presente: Matt scopre che le persone soggiogate a Mystic Falls sono scomparse e decide di indagare. Stefan e Damon, intanto, includono Enzo nel loro piano per uccidere Julian e decidono di agire alla festa per l'anniversario della relazione tra Nora e Mary Louise: il loro piano consiste nel rivoltare l'intera famiglia degli Eretici contro Julian, nonostante sia ben voluto da tutti loro, lasciando che Valerie dica loro la verità sul suo bambino perduto per poi far sì che Beau, Nora e Mary Louise assorbano l'incantesimo che lega la vita di Lily a quella di Julian e per poi catturarlo e ucciderlo. Enzo e Lily si incontrano in biblioteca, i due si scambiano un bacio appassionato e Enzo la invita a scappare via con lui, ma capisce che lei non lo seguirà, quindi, deluso, se ne va ad ubriacarsi in un bar, dove incontra Matt che lo provoca, dicendogli che non ha senso che rimanga a Mystic Falls, dato che Damon non vuole essere suo amico e Lily non lo ama, così Enzo fa notare a Matt che anche la sua presenza è priva di significato, visto che non riesce a liberare la città dai vampiri; all'improvviso però degli uomini armati sparano a Enzo con dei dardi alla verbena e dopo avergli fatto perdere i sensi lo catturano.
Caroline, prima che Stefan vada alla festa, gli rivela della sua gravidanza e il giovane Salvatore, non sapendo come comportarsi, le promette di parlare con lei quando tornerà. Mary Louise rivela a Julian di voler chiedere a Nora di sposarla e gli mostra l'anello col quale intende fare la proposta, ma Julian gliene dà uno molto più vistoso e prezioso che gli appartiene, cosa che lo aiuta a rafforzare l'affetto della ragazza nei suoi confronti. Julian invita Lily a divertirsi facendo sì che lei si nutra di un invitato, rischiando di perdere il controllo, poi si ferma quando vede Damon che la guarda con delusione. Lily si confronta con suo figlio riguardo alla rabbia che quest'ultimo nutre nei suoi riguardi e Damon le rinfaccia nuovamente il fatto che lei lo abbia abbandonato, ammettendo che la sola ragione per cui è viva è perché Stefan tiene ancora a lei; Lily lo colpisce con uno schiaffo, ma Damon non ha reazione, per quanto lo riguarda, il suo solo ed unico rimpianto è stato l'averla liberata dal mondo-prigione, invece di lasciarla lì a marcire. Mary Louise chiede a Nora di sposarla e la ragazza, felice, accetta, ma il loro momento di gioia viene interrotto da Valerie e Lily che devono parlare ad entrambe. Quando Beau le raggiunge, Valerie rivela la verità sul figlio che ha concepito insieme a Stefan, ucciso da Julian mentre lo portava in grembo, e che si suicidò tornando poi in vita come eretica. Dice loro che quando Julian capì quanto fossero vasti i suoi poteri, decise di mettere in piedi un esercito di Eretici per diventare inarrestabile e che lui non li ha mai visti come una famiglia, ma come un'arma. Beau e Nora non esitano ad abbracciare Valerie e a schierarsi dalla sua parte, mentre Mary Louise accetta solo dopo essere stata convinta dalla fidanzata. Stefan e Damon, nel frattempo, affrontano e catturano Julian. Prima di assorbire l'incantesimo che lega la sua vita a quella del suo ormai ex amore, Lily parla con Stefan, che le rivela della gravidanza di Caroline. Lily gli dice che Caroline probabilmente sacrificherà tutto per i suoi figli, dato l'amore che la legherà a loro, ma consiglia a suo figlio di continuare ad amarla, e si rammarica di aver perso l'affetto di Damon e Stefan, ma quest'ultimo è convinto di poterla perdonare e le dice che anche Damon, col tempo, riuscirà a perdonarla, anche se ora la vorrebbe morta. Valerie e Damon fanno la guardia a Julian, ma improvvisamente Mary Louise irrompe nella stanza e mette fuori gioco entrambi liberando Julian, il quale incatena sia Damon che Valerie. Stefan chiama Caroline, dicendole che le resterà vicino e che supereranno tutto insieme, perché la ama, e Caroline, felice delle parole del ragazzo, ricambia la sua dichiarazione. Lily viene costretta da Julian, che le dice che non può essere allo stesso tempo la madre di Stefan e Damon e la madre della famiglia degli Eretici, a scegliere tra l'uccidere Damon o Valerie e porre fine ad ogni disputa. Nora cerca Mary Louise, perché devono assorbire la magia di collegamento, ma Mary Louise dice di non fidarsi di Valerie perché è una bugiarda e Nora, capendo che Mary Louise è accecata dalla fiducia in Julian, le restituisce l'anello di fidanzamento, rifiutandosi di essere una marionetta nelle mani del vampiro e di stare con una persona che si fa manipolare da lui, invece che fidarsi di lei. Lily intanto si ribella a Julian e, per ucciderlo e salvare sia Damon sia Valerie, si pugnala al cuore con un paletto di legno, ma Julian ne esce incolume; poco dopo, quando Nora e Stefan entrano nella stanza, Julian fugge via. Nella villa dei Salvatore Julian mette tutto a soqquadro in preda alla rabbia e al dolore per la morte della sua amata Lily e, all'arrivo di Mary Louise, le rivela della sua morte e l'eretica scoppia in lacrime; infatti Julian, conscio che Stefan e Damon avrebbero cercato di ucciderlo, e sinceramente preoccupato per Lily, aveva chiesto a Mary Louise di sciogliere il legame che li univa per non metterla in pericolo, ecco perché lui non è morto. Enzo si risveglia e scopre che le persone che lo hanno catturato sono venute su richiesta di Matt, quest'ultimo provoca Enzo il quale gli chiede di rivelargli chi sono queste persone, ma Matt lo informa che lo scoprirà da solo. Nonostante riescano a toglierle il paletto dal cuore, Lily sta ugualmente per morire a causa delle schegge ormai penetrate. Poco prima di spegnersi, Nora, Valerie, Beau e Stefan le dicono addio. L'ultimo a farlo è Damon, che però non ha parole di conforto da offrire alla madre, lei gli chiede perdono ma lui le dice "Ti sei messa in un bel guaio, buon sonnellino mamma". Dopo aver sentito le parole cariche di odio del figlio, Lily muore. Tornando alla scena iniziale dell'episodio nel futuro, Lily rivela a Damon che gli è stato iniettato del veleno di lupo mannaro e che è destinato a morire senza una cura appropriata. Damon ammette a Lily di essere stato tormentato dal rimorso per come le disse addio, scusandosi con lei, ma la donna che ha di fronte non è Lily, bensì un'allucinazione provocata dall'effetto del veleno di licantropo. 
Davanti a lui, invece, c'è la temuta cacciatrice di vampiri che vuole uccidere Stefan.
- Special guest star: Annie Wersching (Lily Salvatore).
- Guest star: Elizabeth Blackmore (Valerie Tulle), Scarlett Byrne (Nora Hildegard), Teressa Liane (Mary Louise), Todd Lasance (Julian).
- Altri interpreti: Jaiden Kaine (Beau).
- Ascolti USA: telespettatori 1 310 000 – share (18–49 anni) 2%[10]

## Freddo come il ghiaccio
- Titolo originale: Cold as Ice
- Diretto da: Geoffrey Wing Shotz
- Scritto da: Brian Young

### Trama
È Natale e Stefan e Damon portano la bara di Lily nella cappella dei Salvatore, dove li attendono Nora e Valerie, mentre Beau non ha trovato il coraggio di venire per la troppa sofferenza. Le due eretiche fanno un discorso nel quale Nora dice alla defunta Lily che la considerava una madre, mentre Valerie la ringrazia per aver sempre visto il buono in lei.
Stefan chiede al fratello di tentare di farne uno a sua volta, ma Damon si rifiuta ancora. Al termine del commiato, i due fratelli partono alla ricerca di Julian con l'intento di ucciderlo una volta per tutte. Nel frattempo Caroline organizza la consueta beneficenza di Natale per i bambini malati di cancro, facendosi rimpiazzare poi da Bonnie dato che aveva già preso l'impegno di frequentare un corso pre-parto insieme ad Alaric. Valerie torna a casa Salvatore per riprendere le sue cose quando incontra Mary Louise, che l'accusa nuovamente di essere una bugiarda; Valerie replica dicendo che Nora ha fatto bene a lasciarla e se ne va. Damon e Stefan vanno nella città di Sunbury e, dopo aver cercato ovunque Julian, entrano in un bar pieno di cadaveri, tutte vittime di Julian, il quale affoga i suoi dispiaceri nell'alcool, emotivamente distrutto per la morte di Lily. Dopo poco Julian si fa vivo insieme a quattro suoi amici vampiri e decide di usare la daga contro di loro, con la Pietra della Fenice sul pomolo dell'elsa. Julian spiega ai due fratelli che la daga serve da condotto e quando la pietra è sull'elsa essa assorbe l'anima del vampiro che viene colpito al cuore dell'arma, costringendolo a rivivere all'infinito il suo inferno personale; infatti Julian ritiene che uccidere i fratelli Salvatore sarebbe troppo facile, lui vuole punirli sigillando dentro la Pietra della Fenice i loro spiriti. Stefan e Damon, sentendosi in trappola, decidono di scappare dal bar. Damon si mostra furioso con il fratello per via del suo tentativo di attuare una vendetta impulsiva che equivale ad una missione suicida; d'altro canto, Stefan è ancora arrabbiato con lui per la sua poca considerazione nei confronti della memoria di Lily, ma Damon lo rimprovera a sua volta accusandolo di essere sempre stato troppo indulgente nei confronti della madre, anche quando lei non lo meritava. Dopo il litigio, i due si separano e Damon torna a Mystic Falls. Caroline, nel frattempo, durante il corso pre-parto, sente alcuni ragazzi che spettegolano sulla sua presunta relazione col professore; ciò la fa arrabbiare e sta quasi per aggredirli, perché a causa della gravidanza la sua sete di sangue è aumentata e per colpa degli ormoni è diventata più emotiva e quindi poco propensa all'autocontrollo. Fortunatamente viene fermata da Alaric in tempo. Ritornando a casa Caroline parla con Alaric, il quale la ringrazia per ciò che sta facendo, ma la vampira viene nuovamente sopraffatta dalla rabbia e spinge Alaric contro il muro e poi decide di andarsene via, lasciando Alaric incredulo. Bonnie intanto viene raggiunta da Nora, che porta un regalo in beneficenza: l'eretica ha deciso di iscriversi a qualche corso universitario e cerca di redimersi facendo del bene e accompagnando Bonnie in ospedale per consegnare i giocattoli ai bambini. Parlando con Bonnie, Nora ammette di sentire la mancanza di Mary Louise, però la strega le fa capire che deve imparare a essere indipendente. Anche Mary Louise sopraggiunge all'ospedale e parla con Nora chiedendole di ritornare con lei, ma Nora non se la sente, così Mary Louise la accusa del fatto che preferisce chiudere con lei perché così potrà provare nuove esperienze e Nora le ricorda che voleva provare a fare nuove cose insieme a lei, ma che Mary Louise era troppo spaventata per volerle fare, così le due eretiche si lasciano definitivamente. Presa dalla collera, Mary Louise decide di ubriacarsi al Mystic Grill. Stefan riceve una chiamata da Valerie, durante la quale le racconta di aver fallito la sua missione e decide di escogitare un piano insieme a lei. Stefan raggiunge Mary Louise al bar, distraendola e permettendo così a Valerie di narcotizzarla e prenderla in ostaggio, dato che Julian è molto affezionato a lei,così da poterlo ricattare. Intanto Nora piange la sua rottura con Mary Louise e Bonnie cerca di consolarla, chiedendole però che cosa l'ha spinta ad innamorarsi di Mary Louise. Nora le dice che Mary Louise è dolce, ma Bonnie le fa notare che Mary Louise tira fuori questa parte del suo carattere solo con lei, ma Nora le spiega che è bello quando una persona ti fa sentire più speciale di chiunque altro. In quel momento l'eretica riceve un messaggio da Julian, che la informa del rapimento di Mary Louise, quindi Nora, furiosa, tocca Bonnie assorbendo la sua magia e facendole perdere i sensi, per poi correre a salvare Mary Louise. Damon intanto sorseggia un bourbon davanti al camino di casa Salvatore mentre brucia i vestiti di Lily, ma riceve la visita di Julian e ciò porta ad uno scontro fisico e verbale tra i due. Julian è dell'opinione che l'amore che Lily provava per suo figlio era tossico e che Lily sia morta solo per colpa sua, ma Damon sottolinea ancora una volta che la morte di sua madre lo lascia indifferente. Caroline va a fare visita alla tomba di sua madre dicendole che, anche se questa strana gravidanza la lascia disorientata, lei vuole portare a termine questa cosa, aggiungendo che sente la sua mancanza. Intanto Damon e Stefan lottano contro Julian, ma quest'ultimo, essendo più vecchio di loro, è molto più forte e sconfigge facilmente i fratelli Salvatore. Damon viene trafitto da Julian al cuore con la daga legata alla Pietra della Fenice, rimanendo intrappolato nel suo inferno personale, ovvero la Guerra di Secessione. Infine, Julian abbandona la scena. Nora, nel frattempo, riesce a riprendersi Mary Louise lasciando Valerie di stucco. Caroline raggiunge Stefan, lo consola e cerca di aiutarlo a risvegliare il fratello. Stefan però, improvvisamente, viene colpito da Nora, appena sopraggiunta, con la daga usata contro Damon, venendo anch'egli intrappolato all'interno della Pietra della Fenice. Tre anni nel futuro: Stefan, che è in compagnia di Valerie a Chicago, sta per partire con lo scopo di salvare Caroline e il fratello dalla misteriosa donna, Valerie tenta invano di accompagnarlo, ma lui le dice che non ha intenzione di perdere altre persone a cui tiene e, prima di andarsene, la bacia promettendole di tornare presto da lei.
- Special guest star: Annie Wersching (Lily Salvatore).
- Guest star: Elizabeth Blackmore (Valerie Tulle), Scarlett Byrne (Nora Hildegard), Teressa Liane (Mary Louise), Todd Lasance (Julian).
- Altri interpreti: Tenaya Cleveland (Istruttrice), Kai Turé (Ragazzina), Dayna Stephens (Genitore 1), Daniel James Baldock (Genitore 2).
- Ascolti USA: telespettatori 1 180 000 – share (18–49 anni) 2%[11]

## L'Inferno sono gli altri
- Titolo originale: Hell Is Other People
- Diretto da: Deborah Chow
- Scritto da: Holly Brix e Neil Reynolds

### Trama
Lo spirito di Damon si ritrova all'interno della Pietra della Fenice, all'interno della quale lui rivive il periodo che passò al Fronte della Confederazione, quando era un soldato nel 1863, durante una battaglia della Guerra di Secessione a cui aveva preso parte prima di diventare un vampiro, non ricordandosi di quanto è appena accaduto. Damon riceve una lettera da Stefan, nella quale il fratello gli diceva che con l'avvicinarsi dell'anniversario della morte di Lily le giornate stavano diventando sempre più tristi e che loro padre, Giuseppe, passava tutte le giornate a bere, inoltre Valerie aveva abbandonato Stefan da poco; così Damon si preoccupò per il fratello e decise di farsi concedere una licenza dal suo comandante per andare a trovarlo. L'unico modo che gli permetterà di tornare a casa è arrestare due disertori nascosti in una fattoria nelle vicinanze, occupata da alcuni simpatizzanti dell'unione e Damon ovviamente accetta. 
Assieme ad un compagno di battaglia, Damon non si limita ad arrestarli, ma in un momento di confusione generale in cui tutti puntano una pistola l'uno contro l'altro, uccide sia i due soldati sia la famiglia che li nascondeva in cantina. In quel momento appare dal nulla Lily Salvatore con il massimo stupore di Damon, il quale comincia a ricordare: è stato pugnalato da Julian ed è prigioniero all'interno della Pietra della Fenice. Lily prega Damon di pentirsi dell'azione appena compiuta e di non insabbiare tutto, cosa che invece il Damon di 150 anni prima aveva fatto. Prima che il giovane possa rispondere, Bonnie riesce a riportarlo in vita. Sono passati tre mesi dal momento della sua morte temporanea e Stefan è ancora intrappolato nella pietra per colpa di Nora. Caroline gli dice che hanno preferito liberare prima Damon, perché la Pietra della Fenice, col passare del tempo, rende le persone sempre più instabili, e temendo che Damon passando lì troppo tempo sarebbe diventato crudele, hanno preferito liberare prima lui. Julian ruba il corpo di Stefan, quindi Damon, dopo che Bonnie localizza Stefan con un incantesimo, corre subito a cercare il corpo del fratello. Damon raggiunge Julian, il quale prima di lasciargli Stefan gli chiede com'è stato il suo "inferno personale", dicendogli che per Julian l'inferno era vedere Lily morire ogni giorno, ma Damon afferma di non averlo trovato affatto così terribile come si aspettava. Julian dà quindi fuoco al corpo di Stefan e poi svanisce, lasciando al suo posto Lily. La donna dice a Damon che non è tutto falso, i sentimenti sono reali, soprattutto il dolore, e deve fare leva su questo per sopravvivere al suo inferno e restare se stesso. In seguito il ragazzo si risveglia di nuovo in mezzo al campo di battaglia, rivivendo la giornata appena passata. Nonostante il consiglio di sua madre, Damon continua a non provare nulla su quanto ha compiuto quel giorno dell'Ottocento, il primo dei numerosi omicidi della sua vita. Intanto Stefan, Bonnie, Caroline e Matt cercano di liberare l'anima di Damon dalla pietra, infatti dopo che Nora aveva sigillato lo spirito di Stefan, Bonnie è riuscita a liberarlo facilmente ma nel caso di Damon non è così; Stefan le spiega che quando lui era intrappolato nella pietra si era arreso al dolore ed è questo che ha permesso alla magia di Bonnie di salvarlo in breve tempo, mentre nel caso di Damon non si riesce perché lui crede di poter trovare da solo la via per andarsene. Per questo motivo Damon è costretto a ripetere decine di volte la stessa giornata, vedendo quella famiglia morire in numerosi modi diversi. Damon decide quindi di disertare a sua volta per andare a trovare suo fratello a Mystic Falls, ma inspiegabilmente si ritrova di nuovo di fronte alla stessa fattoria, e Lily lo sta aspettando. Stavolta è lui ad essere nascosto nella cantina, insieme a Stefan. I due cominciano a discutere. Stefan lo accusa del fatto che lui cerca sempre delle scuse per giustificare le sue azioni, poi appare la bara di Elena, sottolineando il fatto che da quando lei non c'è più lui ha solo fatto pessime scelte, dopodiché Stefan costringe Damon ad ammettere la verità: quel giorno più che volere suo fratello avrebbe voluto avere sua madre con sé. Per l'ennesima volta Damon riapre gli occhi nel mezzo di un combattimento e Lily è vicino a lui che implora il suo aiuto per salvarsi dato che è ferita e intrappolata sotto a un carro. Damon non vuole soccorrerla perché la odia per diverse ragioni: per non aver avuto la forza di lasciare Giuseppe, per il fatto che dopo averla liberata dal mondo prigione lei abbia preferito gli Eretici a lui e per l'avergli portato via Elena, l'unica cosa che lo rendeva felice. Inoltre Lily è morta prima che lui potesse dirle cosa provava veramente: gli dispiace infinitamente, avrebbe potuto farsi amare di nuovo da lei, ma non gliel'ha permesso perché è troppo egoista. Il giovane dunque si abbandona al dolore per la perdita di sua madre e fra le lacrime le chiede di lasciare che lui rimedi ai suoi errori. Damon si risveglia di fronte a Bonnie, circondato da Caroline, Stefan e Matt. Convinto di essere ancora nella Pietra della Fenice, non ascolta cosa gli stanno dicendo e li colpisce tutti. Ma questa volta non ritorna indietro e vede suo fratello e i suoi amici privi di sensi per terra.
- Special guest star: Annie Wersching (Lily Salvatore).
- Guest star: Todd Lasance (Julian), Evan Gamble (Henry).
- Altri interpreti: Jennifer Trudrung (Donna), Lowrey Brown (Disertore 1), Sallye Hooks (Nonna), Jordan Burgess (Bambina), Bret McKee (Soldato della posta), Danny Vinson (Colonnello).
- Ascolti USA: telespettatori 1 230 000 – share (18–49 anni) 2%[12]

## Cose che abbiamo perduto nell'incendio
- Titolo originale: Things We Lost in the Fire
- Diretto da: Paul Wesley
- Scritto da: Melinda Hsu Taylor

### Trama
Damon, dopo aver attaccato Stefan e i suoi amici e dopo aver preso atto che non è un'illusione, dà a Bonnie e a Matt il suo sangue per guarirli, poi Caroline, avendo ripreso conoscenza, narcotizza Damon iniettandogli della verbena. Damon si risveglia ammanettato nella tenuta dei Lockwood e Stefan gli spiega che per il momento suo fratello maggiore dovrà essere sorvegliato, perché dopo il risveglio dalla prigionia della Pietra della Fenice, ci si trova ad affrontare delle visioni. Anche Stefan, quando Bonnie lo ha liberato dalla pietra, ha vissuto dei momenti difficili, infatti quando era con Caroline vedeva sempre Damon, intento a farle del male. Stefan comunque decide di dare a Damon una possibilità, liberandolo dalle manette, ma imponendogli una condizione: dovrà restare accanto al fratello sotto la sua supervisione. Tyler, invitato da Caroline per la sua festa premaman, chiede a Stefan e Damon cosa sia successo alla città. Damon non sa di cosa parli, così Stefan informa suo fratello maggiore che nelle settimane in cui lui è stato intrappolato nella Pietra della Fenice, Julian e i vampiri che lavorano al suo seguito hanno preso il controllo della città. Matt uccide alcuni vampiri con l'aiuto di Bonnie. Nora, su invito di Bonnie, prende parte alla festa premaman, ma poi se ne va dopo un acceso litigio con Matt, che non vede di buon occhio il fatto che Bonnie voglia essere amica dell'eretica. Damon e Stefan vanno al Mystic Grill, che è sotto il controllo di Julian e dei suoi vampiri, e Damon ha delle visioni di Henry, il vampiro che lui e Alaric hanno ucciso, e che Damon conosceva perché quando erano entrambi mortali lui e Henry erano commilitoni durante la guerra civile americana. Anche Henry faceva parte dell'inferno personale di Damon quando era prigioniero nella pietra. Henry dà il tormento a Damon, quindi lui gli strappa il cuore, salvo poi scoprire che in realtà ha ucciso uno dei vampiri di Julian. Matt si lamenta con Tyler, dato che quest'ultimo non sembra provare il minimo interesse per Mystic Falls e per ciò che i vampiri le stanno facendo, nonostante sia il luogo in cui sono nati e cresciuti; ma Tyler afferma che la cosa non lo disturba minimamente e che abbandonare la città è stata la cosa più saggia da fare per lui. Mentre Stefan è in auto con Damon, viene aggredito da Julian, il quale non ha gradito la morte del suo amico. Al termine della colluttazione, Stefan capisce che Damon non era in auto con lui, in realtà era solo un'allucinazione, e Julian gli fa capire che evidentemente non ha ancora superato ciò che è successo mentre era prigioniero della Pietra della Fenice. Julian gli dice che per questa volta lo perdona, ma che se accadrà di nuovo non sarà così clemente. Intanto Damon chiede a Tyler di portarlo da Elena perché vuole rivederla, ma il licantropo si rifiuta, perché quando ha portato via la bara con il corpo di Elena, Damon gli aveva fatto promettere di non portarlo mai da lei, anche se l'avesse implorato. Damon è fuori di sé e lo convince con le cattive. Mentre Matt è in auto viene fermato da una poliziotta per guida in stato di ebbrezza, che lo porta alla centrale di polizia. Caroline chiede a Stefan qual era il suo inferno personale mentre era intrappolato nella Pietra della Fenice e Stefan le dice che riviveva sempre lo stesso ciclo infinito: lui e Damon affogavano nella cava e quando Stefan cercava di tornare a galla affogava nel tentativo di portare in salvo anche Damon; Stefan confessa a Caroline che la magia di Bonnie lo ha salvato solo quando Stefan decise di lasciare affogare il fratello, salvando solo se stesso. Questo ha fatto capire a Stefan che non potrà mai essere felice finché dovrà prendersi cura di suo fratello. 
Tyler porta Damon a Greensboro, in North Carolina, e gli dice che la bara con il corpo di Elena si trova all'interno di un container. Una volta trovata, Damon la apre, ma al suo interno vede Henry che gli dà ancora il tormento. Tyler spara a Damon, fuori di sé per via delle allucinazioni, così il vampiro aggredisce il giovane Lockwood picchiandolo violentemente e decide di sbarazzarsi di Henry dando fuoco alla bara con lui dentro, salvo poi accorgersi che dentro la bara c'è il corpo di Elena, a cui lui ha appena dato fuoco. Matt viene rinchiuso in cella e l'agente che lo ha arrestato gli dice che è a conoscenza del genocidio avvenuto alla sua cerimonia di diploma per i cadetti e che trova strano che nessuno cerchi di sistemare le cose a Mystic Falls, dopodiché, dopo aver visto il borsone di Matt con all'interno le sue armi per la caccia ai vampiri, gli chiede delle spiegazioni. Caroline scopre che Alaric ha intenzione di abbandonare Mystic Falls con le sue bambine, non appena saranno nate, perché non intende crescerle in un posto così pericoloso. Bonnie chiede a Nora perché è di cattivo umore e l'eretica le spiega che ha ricevuto una cartolina segnata con una croce e a spedirla è stata la "cacciatrice", il che significa che sta venendo a cercarli. Bonnie le chiede chi è questa cacciatrice, così Nora le rivela che la daga della Pietra della Fenice è un'arma creata per la cacciatrice e che è stata lei nel corso degli anni a intrappolare con la daga le anime dei vampiri dentro la pietra, aggiungendo che quando lei usa la daga su un vampiro lo marchia con un croce. Anche uno degli eretici, Beau, è stato marchiato da lei, informando Bonnie che nessuno può fermare la cacciatrice. Alla tenuta dei Salvatore, Stefan rivela a Damon che per uscire dal suo inferno personale ha dovuto abbandonarlo, ma che non lo farà mai nella vita reale, perché a prescindere dai suoi difetti Damon è sempre suo fratello e gli resterà sempre vicino. Tre anni nel futuro: Caroline, che è ancora tenuta come ostaggio dalla donna misteriosa che dà la caccia a Stefan, viene salvata da Matt, che le consiglia di andarsene e di mettersi in salvo; Caroline capisce che in realtà Matt sta aiutando la donna misteriosa a uccidere Stefan e il ragazzo conferma la cosa, dicendo che lo fa perché Stefan gli ha rovinato la vita.
- Special guest star: Michael Trevino (Tyler Lockwood).
- Guest star: Scarlett Byrne (Nora Hildegard), Todd Lasance (Julian), Evan Gamble (Henry), Ana Nogueira (Penny Ares).
- Altri interpreti: Euseph Messiah (Ellis).
- Ascolti USA: telespettatori 1 090 000 – share (18–49 anni) 1%[13]

## Cartoline dall'Inferno
- Titolo originale: Postcards from the Edge
- Diretto da: Pascal Verschooris
- Scritto da: Rebecca Sonnenshine

### Trama
Damon, vittima del senso di colpa per aver ucciso Elena e probabilmente anche Tyler, ritorna alle vecchie abitudini e si sdraia su una strada aspettando che passi qualcuno. Un'auto si ferma e l'uomo al volante, dopo aver visto Damon per terra, scende per vedere come sta, così Damon lo uccide e ruba l'auto, lasciando il cadavere dell'uomo per strada. Penny, l'agente che aveva arrestato Matt, lo rilascia, i due iniziano a prendersi in simpatia, e lo informa di aver mandato un suo collega a Mystic Falls per vedere com'è la situazione lì e questo fa preoccupare Matt. Mentre Nora e Bonnie cercano di localizzare la cacciatrice, arriva Mary Louise che le informa che anche lei ha ricevuto una cartolina dalla cacciatrice, rivelando a Bonnie che il suo nome è Rayna Cruz, una cacciatrice spietata e implacabile che da anni dà la caccia a Julian e agli Eretici e che quando ferisce un vampiro con la sua daga lo marchia con una cicatrice a forma di croce. Bonnie, perplessa, trova strano che Rayna abbia informato le sue prede del suo arrivo, perdendo il vantaggio dell'effetto sorpresa.
Bonnie e Nora riescono a localizzarla, sembra infatti che Rayna si trovi in un ospedale, quindi la strega e le due eretiche vanno a stanarla prima che lei raggiunga Mystic Falls. Mentre Caroline è in compagnia di Stefan, inizia a sentirsi male, così Stefan la porta in ospedale, ma il corpo di Caroline inizia a essiccarsi. Valerie raggiunge Julian al Mystic Grill, mostrandogli la cartolina che anche lei ha ricevuto da Rayna, spaventando Julian. Damon, in cerca di guai, decapita uno dei vampiri di Julian facendolo arrabbiare, Julian però ha capito che Damon vuole mettersi nei guai di proposito, così gli fa vedere una cosa: un fight club da lui creato con i suoi vampiri. Damon ne è affascinato, così Julian lo invita a parteciparvi. Valerie raggiunge Stefan e Caroline all'ospedale e per far stare meglio la vampira le dà un po' della sua magia, poi Valerie capisce che le due bambine sono come gli Eretici e possono assorbire la magia, così in questo momento stanno assorbendo la magia del vampirismo da Caroline, motivo per cui si stava essiccando. Valerie informa Stefan che Damon si sta mettendo nei guai, raccontandogli di ciò che è accaduto al Grill. Matt, preoccupato per il collega di lavoro di Penny, va nella sua abitazione, ma lo trova già morto, ucciso da uno dei vampiri di Julian, poi arriva Penny e il vampiro cerca di aggredire anche lei e Matt, ma lui lo uccide sparandogli con dei proiettili di legno. Mentre Bonnie è in auto con le due eretiche, chiede loro chi sia questa Rayna, Nora le spiega che un gruppo di sciamani, gli Immortali, donò a Rayna la daga e dei poteri speciali, tra cui una vita longeva. Matt rivela a Penny dell'esistenza dei vampiri e che le armi nel suo borsone servono a ucciderli; poiché hanno preso possesso di Mystic Falls, Penny gli chiede perché non abbandona la città e lui risponde che sua sorella è morta, mentre con i suoi genitori non parla più e che quindi Mystic Falls è tutto ciò che ha e che non vi rinuncerà. Valerie dona a Caroline un bracciale magico, così che le gemelle possano assobire la magia da esso anziché da lei; Caroline la ringrazia e, avendo capito che Stefan è nei guai, chiede a Valerie di raggiungerlo per aiutarlo. Bonnie, Nora e Mary Louise raggiungono l'ospedale in cui sembra che Rayna sia ricoverata, Nora non perde occasione per elogiare Bonnie, facendo ingelosire Mary Louise, ma Bonnie capisce che quella di Nora è solo una strategia per far ingelosire di proposito la sua ex e la invita a chiarirsi direttamente con lei. Bonnie e le eretiche trovano Rayna, la quale ormai è solo una donna anziana e apparentemente indifesa, ma rimasta sola con Bonnie le rivela di essere la cacciatrice. In lei c'è l'innato istinto di uccidere i vampiri, ma col tempo ne ha perso il controllo, arrivando a uccidere una ragazza innocente, dopodiché cerca di uccidere Bonnie che prova a difendersi con la sua magia, ma senza sortire alcun effetto, poiché la cacciatrice è immune alla magia. L'arrivo di Enzo è provvidenziale, il vampiro uccide Rayna e salva Bonnie, per poi portare via con sé il cadavere della cacciatrice. Damon intanto combatte al fight club e uccide due vampiri, poi affronta Julian, ma a quel punto interviene Stefan che prova a convincere suo fratello a lasciar perdere, perché Julian ha trecento anni in più di lui ed è troppo forte. Damon lo affronta ugualmente e, proprio come aveva previsto Stefan, Julian lo sconfigge. Nel momento in cui Jiulian sta per uccidere Damon, Stefan e Valerie fermano l'incontro e portano via Damon; il quale confessa a Stefan di aver bruciato viva Elena. Stefan, fuori di sé dalla rabbia, lo prende a pugni e, rientrando in auto, parla con Valerie dicendole che vuole uccidere Julian a tutti i costi, perché ha rovinato la sua vita uccidendo il bambino che lei aspettava, portandogli via Lily e facendo impazzire Damon rinchiudendo il suo spirito nella Pietra della Fenice. Valerie gli fa capire che non è possibile uccidere Julian, perché è protetto da tutti i vampiri che lavorano per lui, quindi affrontarlo sarebbe da incoscienti. Stefan le dice che si è stancato di prendere sempre la scelta più ponderata. Mentre Julian è in compagnia dei suoi vampiri, Stefan lo aggredisce, ma nessuno dei suoi vampiri interviene ad aiutarlo, infatti nessuno dei presenti sta vedendo ciò che succede a Julian perché Valerie ha usato su lui e Stefan un incantesimo di occultamento, infine Stefan lo uccide pugnalando il suo cuore con un paletto. Mary Louise confessa a Nora di amarla ancora e di aver sbagliato a preferire Julian a lei. Mentre Damon è da solo nella tenuta dei Salvatore, riceve la visita di Krystal, una ragazza che aveva conosciuto al fight club, e ha un rapporto sessuale con lei. Enzo, che ora lavora insieme alle persone che Matt aveva assunto per catturarlo, rinchiude il cadavere di Rayna in una camera di contenimento. È stato Enzo a spedire agli Eretici quelle cartoline, nella speranza che loro lo avrebbero portato da Rayna, dopodiché Enzo vede il cadavere della cacciatrice prendere fuoco, prima che Rayna, completamente nuda, risorga dalle sue ceneri trasformandosi in una bella e giovane ragazza. Tre anni nel futuro: Stefan raggiunge la stazione TV in cui Caroline è tenuta prigioniera, Matt arriva e lo informa che Caroline è al sicuro, dato che lui l'ha liberata, poi narcotizza Stefan lasciandolo alla mercé della misteriosa donna che gli dà la caccia, che alla fine si rivela essere Rayna Cruz.
- Guest star: Elizabeth Blackmore (Valerie Tulle), Scarlett Byrne (Nora Hildegard), Teressa Liane (Mary Louise), Todd Lasance (Julian), Leslie-Anne Huff (Rayna Cruz), Ana Nogueira (Penny Ares).
- Altri interpreti: Tasia Grant (Medico), Omer Mughal (Cooper), Alex Mauriello (Krystal), Jazzy Ellis (Infermiera), Susan Williams (Donna anziana).
- Ascolti USA: telespettatori 1 050 000 – share (18–49 anni) 1%[14]

## Questo è un lavoro da donna
- Titolo originale: This Woman's Work
- Diretto da: Garreth Stover
- Scritto da: Chad Fiveash e James Stoteraux

### Trama
1842, St. Malo in Louisiana: una giovane Rayna Cruz riceve come regalo da suo padre Vincente, un cacciatore della Fratellanza dei 5, la daga.
Presente: le condizioni di Caroline peggiorano, Stefan usa la compulsione per soggiogare i chirurghi dell'ospedale affinché aiutino la vampira a partorire; intanto Rayna, con la sua grande forza fisica, distrugge il vetro della camera di contenimento e si libera. Damon manda via di casa Krystal, la ragazza con la quale aveva passato la notte, poco prima che arrivi Bonnie. In quel momento Enzo telefona a Damon, chiedendogli di convincere Bonnie a dargli la daga, altrimenti le racconterà ciò che lui ha fatto a Elena. I medici che operano Caroline non riescono a fare nulla, perché le bambine usano la loro magia per intralciarli; Valerie fa capire a Stefan che le bambine vogliono restare nell'utero di Caroline per assorbire la magia del vampirismo da lei, quindi Valerie decide di aiutarla con il sostegno di Beau, Nora e Mary Louise, creando un flusso di magia che attragga le bambine fuori dal grembo di Caroline. Con un altro flashback nel 1857, Rayna, ormai cresciuta, si addestra con suo padre, finché arriva Julian che combatte contro Vincente riducendolo in fin di vita. Proprio mentre si apprestava a ucciderlo, Rayna cerca di far desistere il vampiro, informandolo che il padre è un cacciatore della Fratellanza dei Cinque, pertanto se Julian lo ucciderà sarà afflitto dalla maledizione e le allucinazione indotte dalla morte del cacciatore lo spingeranno verso il suicidio. Julian decide quindi di usare la compulsione su Rayna obbligandola a uccidere suo padre, mentre Julian scappa via. Damon e Bonnie vanno al luogo dell'incontro per dare a Enzo la daga, salvo scoprire che Enzo in realtà è tenuto prigioniero da Rayna, la quale intima a Damon di ridarle la daga, altrimenti ucciderà Bonnie. Mentre Damon cerca di prendere tempo, Rayna ferisce Bonnie con una freccia, quindi Damon getta via la daga dalla finestra e Rayna va a riprenderla, permettendo a Damon di guarire la strega con il suo sangue. Bonnie lo ringrazia perché, diversamente da ciò che avvenne a Amsterdam, questa volta Damon non ha esitato a salvarla. Con un altro flashback gli sciamani Immortali decidono di aiutare Rayna a vendicarsi di Julian, donandole dei poteri: una forza straordinaria e l'immunità alla magi. Gli Immortali donano potere anche alla daga e alla pietra che si trova sul pomolo dell'elsa, permettendo così a Rayna di imprigionare gli spiriti dei vampiri al suo interno. L'incantesimo inoltre fa sì che lei provi un odio incontrollato per tutti i vampiri e che quando Rayna ferirà un vampiro con la daga lo marchierà con una cicatrice a forma di croce che le permetterà di trovarlo ovunque si nasconda. Gli Immortali completano l'incantesimo con l'ultimo atto, ovvero sacrificare le loro vite e donarle a Rayna. Nora, Mary Louise e Beau raggiungono l'ospedale e con l'aiuto di Valerie donano i loro poteri a Caroline per farla sentire meglio, Stefan e Alaric parlano al cellulare, il vampiro informa Alaric che il parto sta avendo delle complicazioni, mentre Alaric cerca di arrivare in auto il prima possibile. Con un altro flashback, in Inghilterra nel 1903, Rayna trova Julian in compagnia di Beau, Nora e Mary Louise, poi li attacca e ferisce sia Beau sia Julian con la daga, marchiandoli con la cicatrice a forma di croce. Julian attacca Rayna facendole perdere i sensi, per poi scappare con gli Eretici. Nel presente, Rayna impugna la daga e proprio in quel momento, mentre gli Eretici sono in ospedale, Beau perde sangue dalla cicatrice: questo significa che Rayna è nuovamente in possesso della daga e che gli sta dando la caccia, quindi decide di scappare con Mary Louise e Nora. Stefan cerca di fermarli, perché solo loro possono mantenere in vita la sua amata Caroline, promettendo loro che sconfiggerà Rayna, ma Nora e Mary Louise gli spiegano che la cacciatrice è invincibile, e che anche se Rayna sente il bisogno di intrappolare della pietra gli spiriti di tutti i vampiri che incontra sulla sua strada, per lei coloro che hanno la priorità sono i vampiri marchiati dalla cicatrice, che funge da richiamo per la cacciatrice; così gli Eretici fuggono via. Con un altro flashback, Rayna trova Julian che si appresta a scappare via in carrozza con gli Eretici. La cacciatrice lancia al volo la daga contro Julian colpendolo al cuore, intrappolando il suo spirito nella pietra, mentre gli Eretici scappano con il corpo di Julian portando con loro la pietra e la daga. Damon e Stefan parlano al cellulare, Damon confessa a suo fratello minore che è stato lui a dare a Rayna la daga, ma gli promette che se ne occuperà, Stefan lo invita a lasciar perdere perché lui riesce sempre a rovinare tutto. Mentre gli Eretici si danno alla fuga, Rayna sbarra loro la strada, affonda la daga nel cuore di Beau, intrappolando il suo spirito nella Pietra della Fenice, e dà fuoco al suo corpo, mentre Nora e Mary Louise scappano. Valerie dona a Caroline la sua magia per farla sentire meglio, mentre Stefan con i suoi poteri entra nella mente di Caroline facendole immaginare il piacevole appuntamento che non hanno mai avuto. Damon e Bonnie raggiungono l'ospedale, quest'ultima va da Caroline, mentre Damon affronta Rayna. Anche Alaric raggiunge Caroline, la quale sta per partorire, e Stefan, pur volendo stare accanto a lei, decide di aiutare Damon, che sta avendo la peggio contro la cacciatrice, la quale si appresta a trafiggerlo con la daga. All'ultimo secondo Stefan si contrappone tra lei e suo fratello e la daga marchia Stefan, che colpisce Rayna facendole perdere i sensi. Sul petto di Stefan appare la cicatrice e perciò d'ora in avanti la priorità di Rayna sarà dare la caccia a Stefan, finché non avrà intrappolato il suo spirito nella Pietra della Fenice. In quel momento Stefan pensa a tutti i bei momenti passati con Caroline, mentre lei riesce finalmente a partorire. Damon va da Enzo per ucciderlo, ma lui gli rivela che Elena è ancora viva; Tyler infatti aveva spostato il corpo dalla bara, che quindi era vuota quando Damon le ha dato fuoco. Lui non lo aveva capito perché era sotto l'effetto delle allucinazioni della Pietra della Fenice, ma Enzo lo informa che il corpo di Elena è stato spostato e ora si trova a New York. Stefan è in auto e cerca di scappare il più lontano possibile da Rayna, che però riesce a localizzarlo a causa del potere della cicatrice. Damon gli telefona e gli dice che Elena è ancora viva. Stefan riceve poi una chiamata da Caroline, i due si dichiarano amore reciproco, ma comunque lei in lacrime si lamenta perché trova ingiusto che sia sempre Stefan a pagare per gli errori di Damon. Alaric presenta a Caroline le due bambine: la prima l'ha chiamata Josie come la madre, mentre la seconda Elizabeth in memoria della madre di Caroline. Tre anni nel futuro: Caroline, ora che è stata liberata da Matt, finché la situazione con Rayna non si sarà risolta, decide di scappare via con le gemelle rifugiandosi a New Orleans per chiedere aiuto a Klaus.
- Guest star: Elizabeth Blackmore (Valerie Tulle), Scarlett Byrne (Nora Hildegard), Teressa Liane (Mary Louise), Jaiden Kaine (Beau), Todd Lasance (Julian), Leslie-Anne Huff (Rayna Cruz).
- Altri interpreti: Alex Mauriello (Krystal), Cynthia Evans (Chirurgo), Lily Rose Mumford (Josie Saltzman), Tierney Mumford (Lizzie Saltzman), Gerardo Davila (Vicente), Veronica Galvez (Rayna Cruz da giovane), Chaka De Silva (Sciamano).
- Ascolti USA: telespettatori 1 010 000 – share (18–49 anni) 1%[15]

## La luna illumina il Bayou
- Titolo originale: Moonlight on the Bayou
- Diretto da: Jeffrey Hunt
- Scritto da: Caroline Dries e Brett Matthews

### Trama
Stefan è in viaggio per scappare da Rayna, che, avvertendo la sua presenza grazie alla connessione con la cicatrice, gli sta alle costole in sella alla sua moto. Intanto Damon e Bonnie raggiungono Enzo, che si trova in una maestosa villa, ed Enzo dice ai due che questa è la sede della Armory, un'associazione segreta di cui ora Enzo fa parte; il loro scopo è quello di collezionare oggetti magici e per loro la Pietra della Fenice è considerato un artefatto particolarmente prezioso, dopodiché si offre di aiutarli, convincendoli a far venire Stefan lì, per attirare Rayna in una trappola. Nel frattempo Mary Louise e Nora vengono catturate da Alexandria, un membro della Armory. Valerie e Damon parlano al cellulare, l'eretica sconsiglia a Damon di fidarsi della Armory, perché sono degli approfittatori bugiardi. Alaric decide di andarsene da Mystic Falls portando con sé le bambine e Caroline decide di accompagnarlo fino alla sua nuova casa a Dallas. Stefan va a New Orleans, fermandosi in un pub, il St. James Infirmary, e lì incontra Klaus, il quale è particolarmente colpito di rivedere Stefan. L'ibrido capisce che Stefan è lì perché il St. James Infirmary è un luogo protetto da incantesimi che impediscono di localizzare le persone con la magia e dunque comprende che Stefan sta scappando da qualcuno. Durante una bevuta al tavolo del bar, Klaus vede che sotto la camicia Stefan perde del sangue, quindi gliela strappa e vedendo la cicatrice capisce che Stefan è inseguito da Rayna. Klaus ebbe già a che fare con lei in passato, dato che la cacciatrice uccise alcuni dei suoi fedeli vampiri, perciò l'Originale intima a Stefan di lasciare New Orleans, altrimenti sarà lui a ucciderlo, perché l'ultima cosa che vuole è che Rayna arrivi a New Orleans seminando il panico tra i vampiri della sua città. Caroline e Alaric, mentre sono in viaggio, si fermano in una stazione di servizio, Caroline telefona a Stefan, che ha scordato il cellulare al St. James Infirmary e Klaus, vedendo che è Caroline a chiamare, non resiste alla tentazione di rispondere. Dietro a una celata felicità, i due hanno modo di parlarsi dopo tanto tempo. Klaus le dice che gli dispiace per la morte di sua madre e le suggerisce di restare accanto alle bambine, perché anche se non sono sue, ormai fanno parte della sua famiglia. Parlando con Caroline, per la quale prova ancora qualcosa, Klaus promette di aiutare Stefan.
Dopo gli avvertimenti di Valerie, Damon decide di non collaborare più con la Armory, ma Enzo gli spara con una pistola caricata con dardi pieni di verbena facendogli perdere i sensi e poi colpisce Bonnie, tramortendola. Damon si risveglia in una stanza blindata con dentro Tyler, trovato dalla Armory dopo che era stato messo al tappeto da Damon. La Armory si è presa cura di lui, ma le sue condizioni sono ancora gravi; l'unico modo per riprendersi è il potere rigenerante scatenato dalla trasformazione in lupo, cosa che accadrà a breve, poiché questa è una notte di luna piena. Bonnie si risveglia e chiede a Enzo perché fa tutto questo, lui risponde che la Armory gli darà delle informazioni sulla sua famiglia d'origine in cambio del suo aiuto, ma Bonnie lo rimprovera, perché una volta lui era una persona migliore. Enzo le risponde che comportarsi bene non gli ha procurato nessun vantaggio e che l'unica cosa che desidera è avere qualcuno che si preoccupi per lui come Bonnie si preoccupa per Damon. Quest'ultimo è in pericolo, dato che Tyler si è appena svegliato. Damon non se la sente di ucciderlo, ma discute con Tyler, che lo accusa di rovinare sempre tutto, facendo sempre pagare ai suoi amici le conseguenze delle sue azioni. Bonnie riesce a rubare la pistola a Enzo e gli spara, facendogli perdere i sensi, corre da Damon ma non può liberarlo, perché la stanza in cui è rinchiuso si può aprire solo tramite uno scanner che rileva le impronte digitali dei membri della Armory. Tyler dice a Damon che se Bonnie aprirà la stanza, lui rischierebbe di farle del male, perché non sa controllarsi durante la trasformazione in lupo mannaro. Damon cerca di convincere Bonnie a scappare abbandonandolo, ma lei torna da Enzo e con un'ascia gli taglia la mano e la usa per aprire la porta della stanza blindata dove Damon è intrappolato con Tyler. Una volta aperta la stanza, Tyler inizia a perdere il controllo e aggredisce Bonnie facendole sbattere la testa, la strega perde i sensi e Damon obbliga Tyler a scappare minacciandolo di morte. Mentre Stefan è in viaggio, Rayna usa la sua balestra per scagliare una freccia squarciando la ruota del suo fuoristrada, costringendo Stefan a fermarsi, scendere dal mezzo e affrontare la cacciatrice. Rayna ha la meglio su Stefan, ma proprio mentre si appresta a ucciderlo arriva Klaus, che la uccide. Alexandria e i membri della Armory riattaccano la mano a Enzo, dopodiché la donna gli rivela che è stato proprio il padre di Enzo a fondare la Armory e che lui è vissuto proprio in quella villa, dove ha passato i suoi ultimi giorni. Alexandria conosce tutto questo perché è una sua discendente e quindi è imparentata con Enzo. Caroline e Alaric raggiungono la nuova casa, la vampira gli chiede se può fermarsi lì per la notte e Alaric le dice che può restare quanto vuole. Damon porta Bonnie in ospedale e, nonostante non possa sentirlo, lui le dice che sia lei che Stefan non dovranno più addossarsi la responsabilità delle sue azioni, che si "toglierà di mezzo". Klaus decide di riportare Stefan a New Orleans, dove potrà aiutarlo adeguatamente. Stefan capisce che Klaus prova ancora dei sentimenti per Caroline, inoltre l'Originale suggerisce a Stefan di lasciare Caroline, perché se loro due resteranno insieme dovranno sacrificare ogni volta tutto ciò a cui tengono per proteggere Damon, come Elijah ha sempre fatto per proteggere lui. Tre anni nel futuro: Caroline decide di fermarsi a New Orleans per cercare protezione da Klaus, portando con sé Josie e Lizzie, e quindi va al St. James Infirmary chiedendo alla barista dove può trovare Klaus, ma la barista informa Caroline che Klaus è sparito da New Orleans da tre anni e che non si hanno più notizie di lui.
- Special guest star: Michael Trevino (Tyler Lockwood), Joseph Morgan (Klaus Mikaelson).
- Guest star: Elizabeth Blackmore (Valerie Tulle), Scarlett Byrne (Nora Hildegard), Teressa Liane (Mary Louise), Leslie-Anne Huff (Rayna Cruz), Mouzam Makkar (Alexandria St. John).
- Altri interpreti: Lily Rose Mumford (Josie Saltzman), Tierney Mumford (Lizzie Saltzman), Sedonia Monet (Sylvia), William Ngo (Cassiere), Edgar Zanabria (Cliente).
- Ascolti USA: telespettatori 1 120 000 – share (18–49 anni) 2%[16]

## Lo farei per te
- Titolo originale: I Would for You
- Direttoda: Mike Karasick
- Scritto da: Brian Young

### Trama
Stefan, che ha ricevuto a New Orleans da Freya delle erbe speciali che celano il suo marchio, impedendo a Rayna di rintracciarlo, è in viaggio con Valerie verso una serra speciale dove le streghe possono rifornirsi se alcune piante per loro importanti non sono più a disposizione. Una volta giunti sul posto, la proprietaria della serra rivela loro che quella pianta, tra l'altro l'ultima rimasta al mondo in quanto distrutta dalle streghe secoli prima, perché dotata di grandi proprietà anti-magia e anti-strega, è stata portata via da qualcuno tempo prima (presumibilmente dalla Armory, che ne ha usato un po' per neutralizzare i poteri di Bonnie quando hanno catturato Damon). Stefan, nel contempo, propone a Caroline di scappare con lui e visitare il mondo insieme, visto che non può fermarsi da nessuna parte, ma Caroline gli spiega di non potersi allontanare dalle bambine e di non poter lasciare da solo Alaric, e gli propone, quando il problema della cacciatrice sarà risolto, di andare a stare insieme a Dallas. Stefan capisce che Caroline non ha alcuna intenzione di separarsi dalle bambine, né ora né mai, e che non potrà stare con lei per molto tempo. Rayna, nel frattempo, dopo essere morta ancora a New Orleans, salva Matt e Penny da alcuni vampiri amici di Julian, capitanati da Krystal. La cacciatrice li uccide tutti e dice a Matt e Penny che sta cercando Stefan, ma quando Damon si presenta per affrontare la cacciatrice, Matt le spara per aiutarlo. 
Matt in seguito parla con Penny del fatto che ci sono sia vampiri cattivi che buoni, anche se nessuno di loro non è un assassino e Penny gli dice di dover prendere una posizione contro o a favore dei vampiri in modo definitivo. Damon fa a pezzi la cacciatrice e la intrappola in un pozzo vuoto, ma ella risorge ancora, quindi Damon cerca di convincerla a non inseguire più il fratello. Bonnie, intanto, invitata da Enzo alla Armory, cerca di trovare un modo per uccidere la cacciatrice e scopre che la Armory conserva i corpi degli sciamani sacrificati per rendere Rayna ciò che è. Grazie ad alcune informazioni datele da Alexandria, Bonnie capisce che ogni volta che Rayna muore, uno degli sciamani si mummifica, quindi le vite di Rayna sono limitate e attualmente ne sono rimaste solo due. Bonnie informa Damon con un messaggio e quest'ultimo la uccide altre due volte e la seppellisce, così che al risveglio soffochi e muoia definitivamente. Enzo però rivela a Bonnie che Rayna diventa più forte ogni volta che risorge e che le cicatrici dei vampiri a cui da la caccia sono una sorta di assicurazione, pertanto se dovesse morire definitivamente, tutti i vampiri da lei marchiati con la daga moriranno insieme a lei. Bonnie avverte immediatamente Damon, che si precipita nel bosco per disseppellire Rayna, per evitare che suo fratello muoia. Stefan, dinanzi ad un'impotente e disperata Valerie, si salva per un soffio. Rayna viene narcotizzata e catturata dai membri della Armory prima di poter uccidere Damon, mentre Enzo rivela a Bonnie che Damon ha intenzione di andarsene non appena Rayna sarà fuori combattimento. Stefan torna a casa e Damon gli rivela che se Rayna dovesse morire, anche lui morirà. Stefan confessa a Damon di aver parlato con Caroline, che non lascerà le bambine, quindi non può più permettersi di coinvolgerla nella sua vita finché non avranno trovato il modo di uccidere Rayna senza far morire anche lui, o di togliersi la cicatrice in modo definitivo. Damon, però, gli spiega che senza Elena non è in grado di fare la cosa giusta e di non essere un buon fratello, quindi intende lasciarsi essiccare per i prossimi 60 anni in una bara accanto a lei, finché ella non si risveglierà dal suo sonno. Stefan, deluso e arrabbiato col fratello, gli rinfaccia di aver sacrificato tutto ciò che aveva per lui e di non poter accettare che ora il fratello, nel momento del bisogno, gli volti le spalle. Damon, però, non lo ascolta e gli affida due lettere, una per Bonnie e l'altra per Alaric, prima di andarsene. Alexandria rimprovera Enzo per aver lasciato andare Bonnie e gli rivela che Rayna era il loro primo bersaglio e che il secondo è proprio Bonnie. Matt subito dopo va da Stefan e gli dice che i vampiri devono andarsene dalla città, quindi, se lui non abbandonerà subito Mystic Falls, renderà pubblico un video in cui compare Damon mentre usa i suoi poteri, di fatto esponendolo agli occhi del mondo intero. Matt non vuole più avere amici vampiri e vivere in una città devastata da loro, quindi si schiera contro di lui. Stefan, messo alle strette, se ne va e lascia anche la sua casa. Damon, nel frattempo, si appresta ad entrare nel container dove si trova Elena e la bara predisposta per lui, ma Bonnie lo raggiunge e gli dice di sentirsi orribilmente ferita dal suo egoismo, perché così lei non potrà mai più rivederlo per il resto della vita e ormai lo considera il suo migliore amico, quindi il suo abbandono le fa male e scoppia in lacrime. Damon cerca di parlare, ma Bonnie gli dice che non vuole che lui le dica addio e che il suo ultimo ricordo di lei mentre sarà essiccato per decenni sarà il suo volto in lacrime per il dolore causato dalla sua scelta di abbandonarla. Damon, dopo che Bonnie se ne va, si rinchiude nella bara. Stefan, intanto, lascia la lettera in casa di Alaric con una bottiglia d'alcol e resta nascosto fuori dalla finestra. Alaric legge la lettera d'addio di Damon, che dice di non poter vivere senza Elena perché, una volta provata la sensazione di completezza che l'amore gli ha dato, non può vivere senza di essa. Alaric e Caroline poi tengono felicemente tra le braccia le bambine e Stefan, guardandoli dalla finestra, si rende conto che non potrà mai più stare con Caroline, perché adesso è quello il suo posto; dopodiché manda un messaggio a Valerie, che invece partirà insieme a lui. Tre anni nel futuro: Stefan è legato dinanzi a Rayna che, però, non si sente soddisfatta della caccia perché non lo ha preso lei, ma è stato lui a raggiungerla per salvare le persone che ama. Rayna, a questo punto, ammette di non voler uccidere Stefan e che il Salvatore che merita tale marchio è sempre stato Damon, non lui.
Per questo gli propone di risparmiarlo e di lasciarle trasferire il marchio della spada su Damon. Stefan crede che voglia metterlo contro il fratello e la schernisce, ma Damon, debilitato fortemente dal veleno di licantropo, sopraggiunge e dice al fratello che l'idea del trasferimento della cicatrice è sua.
- Guest star: Elizabeth Blackmore (Valerie Tulle), Leslie-Anne Huff (Rayna Cruz), Ana Nogueira (Penny Ares), Mouzam Makkar (Alexandria St. John).
- Altri interpreti: Alex Mauriello (Krystal), Chaka De Silva (Sciamano), James Cochran (Shawn), Tracy Pfau (Donna ustionata).
- Ascolti USA: telespettatori 1 060 000 – share (18–49 anni) 1%[17]

## Giorni di un futuro passato
- Titolo originale: Days of Future Past
- Diretto da: Ian Somerhalder
- Scritto da: Melinda Hsu Taylor

### Trama
Damon e Rayna cercano di convincere Stefan a passare la cicatrice a suo fratello maggiore, poi Damon lo libera dalle corde intrise di verbena con cui Rayna lo teneva prigioniero, ma Stefan lancia Damon contro la cacciatrice e scappa rubando la daga e la Pietra della Fenice. Con un flashback, tre anni prima, Stefan prende atto che la sua vita è agli sgoccioli dato che è legata a quella di Rayna che, essendo mortale, morirà prima o poi per cause naturali, e di conseguenza Stefan farà la medesima fine; così decide di vivere a pieno la sua vita e di viaggiare per il mondo con Valerie, non avendo più legami a Mystic Falls. 
Alexandria, che da tre anni tiene Nora e Mary Louise come ostaggi alla Armory, libera Nora ordinandole di catturare Enzo, da lei ritenuto colpevole di aver liberato Rayna che da tre anni era sotto la custodia della Armory, dicendole che Mary Louise sta male. La Armory le ha fatto assumere delle pillole mischiate con il sangue di Rayna, che ha effetti mortali sulle creature magiche, quindi l'eretica morirà se Alexandria non le darà l'antidoto. Stefan è in auto e scappa, poi Rayna gli telefona dal cellulare di Caroline dicendogli che gli sta dando la caccia e gli rivela che la cicatrice non funge solo da localizzatore, essa permette a Rayna di percepire tutte le emozioni di Stefan, quest'ultimo lancia la daga contro un furgone sapendo che Rayna prima cercherà di rientrare in possesso dell'arma, così guadagnerà tempo. Con un altro flashback di due anni prima, nelle Filippine, Stefan e Valerie vanno a bere in un bar, Stefan sentiva la mancanza di Damon, poi Valerie parla con un barista che le dice che esiste un modo per salvare Stefan dalla cicatrice. Enzo attira Matt in una trappola, lui è consapevole che Alexandria creda erroneamente che sia stato Enzo a liberare Rayna Cruz, ma il vampiro sa che in realtà a liberarla è stato Matt, e lo costringe con le cattive a rivelargli il motivo di tale gesto: Matt afferma che lo ha fatto solo per vedere Stefan morto. Poi arriva Nora che ingaggia un combattimento contro Enzo e Matt approfitta della cosa per scappare, poi Enzo fa assumere a Nora le pillole con il sangue di Rayna per inibire la magia dell'eretica e lei gli rivela che le pillole sono animate dal potere del sangue della cacciatrice e che hanno effetti mortali sulle creature magiche. Enzo ignorava questa cosa e inizia a spaventarsi, poi decide di aiutare Nora a liberare la sua amata consegnandosi, quindi telefona a Damon dicendogli che organizzerà uno scambio con Alexandria in una pista d'atterraggio aeroportuale. Valerie, su richiesta di Stefan, raggiunge Damon alla stazione televisiva e usando i suoi poteri di eretica lo guarisce dal veleno di licantropo che lo stava per uccidere, Damon poi mette Valerie fuori combattimento e telefona a Stefan per dirgli di andare alla pista d'atterraggio dove si terrà lo scambio tra Enzo e Alexandria. Nel frattempo Rayna riprende possesso della sua daga e telefona a Stefan, rivelandogli che è stato Matt a liberarla dalla prigionia della Armory. Incuriosita gli chiede per quale motivo Matt lo odia, ma il vampiro decide di sorvolare sull'argomento. Con un altro flashback di due anni prima, nelle Filippine, Valerie stava per dire a Stefan ciò che gli aveva riferito il barista per aiutarlo, ma mentre i due erano sulla spiaggia a guardare le stelle, lui la baciò, così lei decise di non dirgli niente. Valerie si riprende, risvegliandosi legata con delle corde intrise di verbena nell'auto di Damon, con lui alla guida, Damon le chiede perché solo ora ha deciso di passare il marchio a lui, dato che solo Valerie con un incantesimo può trasferire la cicatrice, aspettando tutti questi anni prima di rivelarlo a Stefan, avanzando l'ipotesi che glielo abbia nascosto solo per far sì che Stefan fosse dipendente da lei, per paura che libero dalla cicatrice sarebbe tornato con Caroline. Valerie ammette che aveva dei secondi fini ma che non erano legati a Caroline, spiegandogli che la cicatrice può essere passata solo a un consanguineo, ma Valerie non voleva che Stefan risvegliasse Damon, per paura che gli rovinasse la vita un'altra volta. Valerie accusa Damon di essere un egoista, ma lui le dice di non essere stato sempre così, che Elena lo aveva reso un uomo migliore e che lui vuole ricongiungersi in futuro alla sua amata anche per essere un fratello migliore per Stefan. Valerie è dell'opinione che non è Elena la persona a cui lui doveva la sua devozione, ma Stefan, ma invece lo ha abbandonato, aggiungendo che lei in questi tre anni si è sostituita a Damon e Caroline, diventando indispensabile per Stefan, Damon afferma che invece, al contrario, è Valerie che è dipendente da Stefan. Alexandria giunge alla pista d'atterraggio con Mary Louise, dopodiché arrivano anche Enzo e Nora. Alexandria confessa all'eretica che non esiste una cura per gli effetti del sangue di Rayna, lasciando a Nora il permesso di andarsene con Mary Louise, alla quale rimane poco da vivere. Alexandria ha capito che Enzo ha preso a cuore la faccenda solo perché anche Bonnie ha preso le pillole con il sangue di Rayna e che anche lei a breve farà la stessa fine di Mary Louise. Stefan, anche lui alla pista d'atterraggio, viene attaccato da Rayna, che confessa a Stefan di aver percepito tutti i suoi sentimenti grazie alla cicatrice, e che quando lei impugnò nuovamente la daga dopo tre anni, quando Matt la liberò dalla prigionia della Armory, e la cicatrice di Stefan riprese a sanguinare (facendogli capire che Rayna era nuovamente libera e intenta a dargli ancora la caccia) la ragazza avvertì i sentimenti del vampiro: lui in quel momento non pensò a Valerie o a Caroline, ma a Damon, era lui che Stefan voleva al suo fianco in quel momento difficile ed è per questo che lo ha risvegliato dal suo sonno. Rayna però dice anche di sapere che Stefan è stato felice in questi tre anni senza di lui. Stefan ammette che Rayna ha ragione e lei lo pugnala al cuore con la sua daga, imprigionando il suo spirito dentro la pietra. Valerie convince Damon a fare l'incantesimo per trasferire la cicatrice a lui, ma non funziona, dato che ormai lo spirito di Stefan è stato sigillato nella Pietra della Fenice. Intanto alla pista d'atterraggio Nora porta via con sé Mary Louise, che a breve morirà a causa del sangue di Rayna, quest'ultima intanto, dopo averle incrociate, decide di ucciderle e quindi lancia al volo la daga contro Nora, ferendola al braccio e marchiandola con la cicatrice: ora la cacciatrice le darà la caccia finché non intrappolerà il suo spirito nella pietra. Pur di evitare questo destino, oltre al fatto che Mary Louise sta per morire, le due eretiche usano la loro magia per distruggere la pietra, facendola saltare in aria; l'emissione di energia rilasciata dalla distruzione della Pietra della Fenice è tale da generare un'esplosione e così Nora e Mary Louise muoiono investite dall'esplosione, dopo essersi dichiarate amore reciproco. Damon e Valerie raggiungono la pista d'atterraggio e trovano il corpo di Stefan privo di conoscenza, intanto Matt va al cimitero e si mette in ginocchio davanti alla tomba di Penny affermando che Stefan ha avuto ciò che meritava.
- Guest star: Elizabeth Blackmore (Valerie Tulle), Scarlett Byrne (Nora Hildegard), Teressa Liane (Mary Louise), Leslie-Anne Huff (Rayna Cruz), Mouzam Makkar (Alexandria St. John).
- Altri interpreti: Robert Paterno (Barista filippino).
- Ascolti USA: telespettatori 1 070 000 – share (18–49 anni) 2%[18]

## Caccia all'uomo
- Titolo originale: I Went to the Woods
- Diretto da: Julie Plec
- Scritto da: Julie Plec e Neil Reynolds (soggetto); Neil Reynolds (sceneggiatura)

### Trama
Damon guarda il corpo di Stefan privo di vita, Valerie gli dice che ormai è morto dato che con la distruzione della Pietra della Fenice anche tutti gli spiriti al suo interno, compreso quello di Stefan, ora non esistono più; Damon però è convinto che Stefan sia ancora vivo, Valerie si separa da lui, mentre Rayna telefona a Matt informandolo che c'è un problema: ora che la pietra è distrutta tutte le anime al suo interno sono libere, poi arriva Valerie che, con le maniere forti, costringe Rayna a rivelarle cos'è accaduto allo spirito di Stefan. Valerie telefona a Damon riferendogli ciò che le ha detto Rayna, ovvero che dopo la distruzione della Pietra della Fenice tutte le anime al suo interno si sono liberate, prendendo possesso dei corpi dei morti. Damon non trova il corpo di Stefan, ma poi vede che suo fratello è sano e salvo, ma in realtà quello non è suo fratello dato che nel suo corpo c'è lo spirito di un altro vampiro che era stato sigillato nella pietra. Lo spirito di Stefan ha preso possesso del corpo di Marty Hammond, il quale è appena morto durante un incidente mentre era alla guida di un autobus, Stefan prova a salvare alcune persone dentro il mezzo, riuscendo nell'impresa anche se alcune muoiono. Un poliziotto ammanetta Stefan dato che è stato lui (o per meglio dire Marty) a causare l'incidente stradale dato che era ubriaco, ma Stefan si oppone all'arresto e scappa. Valerie porta Rayna nella casa di Alaric, quest'ultimo preferisce stare fuori da questa faccenda dato che ora ha una vita normale, ma Valerie gli fa presente che se non aiuterà Stefan la sua fidanzata ci rimarrà male dato che Caroline, anche se cerca di non darlo a vedere, tiene ancora al suo ex. Stefan trova una casa nei boschi e andando nel capanno degli attrezzi trova l'occorrente per liberarsi dalle manette, poi trova un'auto e la usa per andarsene di lì. Rayna, tenuta prigioniera in casa di Alaric, rivela che sta impazzendo perché vede e sente tutto ciò che percepiscono i vampiri appena usciti dalla Pietra della Fenice, avendo una connessione con ciascuno di loro. Intanto Damon va a mangiare insieme a Stefan (ignorando che quello in realtà non è suo fratello), il quale manifesta dei comportamenti che non sono nel suo stile, infatti capisce che quello non è Stefan e poi telefona ad Alaric; quest'ultimo gli dice che se Stefan è entrato nel corpo di un umano gli restano solo tre giorni di vita, proprio come successe a Florence quando prese possesso del corpo mortale privo di vita di Jo, data l'incompatibilità tra l'anima di un vampiro e il corpo di un umano. Rayna informa Valerie e Alaric che nella pietra lei aveva sigillato gli spiriti dei vampiri più pericolosi e crudeli degli ultimi 200 anni, inoltre, percependo l'anima di Stefan, nota che ora nel suo nuovo corpo ha un tatuaggio a forma di ancora. Alaric, saputo ciò, capisce che Stefan è nel corpo di Marty Hammond, di cui tutti parlano al telegiornale, quindi Alaric informa Damon che, stando al telegiornale, Marty (ovvero Stefan) probabilmente sta vagando nei boschi vicino a Wichita, quindi Damon va lì insieme al vampiro nel corpo di Stefan, non dicendogli che ha scoperto il suo inganno. Intanto Stefan, nel corpo di Marty, mentre è alla guida dell'auto, si ferma per aiutare una ragazza il cui mezzo si è fermato, ma lei poi scappa via quando sente alla radio di un ricercato che corrisponde alla sua descrizione; Stefan inizia a sentirsi male a causa dell'astinenza da alcolici, dato che Marty è un alcolizzato. Mentre Damon è in auto con il vampiro nel corpo di Stefan, non può fare a meno di dirgli che ha scoperto l'inganno, poi il vampiro scappa dicendo a Damon che andrà a Memphis. Purtroppo Damon non può seguirlo, perché adesso trovare Stefan è la priorità. Damon telefona ad Alaric avvertendolo che il vampiro nel corpo di Stefan sta andando a Memphis e Rayna, ascoltando la conversazione, capisce chi è in realtà quel vampiro, poi si libera e spezza il collo a Valerie, scappando. Damon, soggiogando i poliziotti facendo loro credere di essere Matt Donovan, trova la ragazza che Stefan aveva incontrato per strada e si fa dire da lei dove lo aveva lasciato. Saputo dove trovare Stefan, gli telefona al cellulare della ragazza, che lei aveva scordato lì, dicendogli che sta andando a prenderlo. Stefan gli rinfaccia il suo odio per averlo abbandonato tre anni fa, perché ha preferito rinchiudersi in una bara invece che provare a porre rimedio ai suoi sbagli, Damon lo sprona a usare la sua rabbia per camminare, prima che muoia di ipotermia a causa della neve. Mentre Alaric e Valerie sono insieme in una caffetteria, l'eretica gli chiede se è stato tentato di lasciar morire Stefan, conscio del fatto che Caroline prova ancora qualcosa per lui, liberandosi del suo rivale in amore; lei gli rivela infatti che è consapevole che la sua storia con Stefan non durerà a lungo, sapendo che lui ama ancora Caroline. Alaric le dice che ha chiesto a Caroline di sposarlo perché è sinceramente innamorato di lei, pur sapendo che lei gli ha risposto di sì solo perché era la cosa giusta per Josie e Lizzie, aggiungendo però che, pur avendo avuto la tentazione di lasciar morire Stefan in quanto ostacolo nella sua storia d'amore con Caroline, non lo lascerà morire per questo. Damon trova Stefan e gli dà del cibo facendolo salire in auto; Stefan gli dice chiaramente che non lo perdonerà, poi inizia a perdere sangue, segnale che il corpo umano di Marty sta per morire. Alaric intanto ha capito che il vampiro che ha preso il controllo del corpo di Stefan è un assassino di cui sentì parlare, un serial killer che si divertiva a prendere di mira gli studenti delle confraternite delle università di Memphis; lui li costringeva a uccidersi a vicenda, infatti il vampiro nel corpo di Stefan è appena entrato nella sede di una confraternita a Memphis bloccando la porta d'ingresso. Dal suo sguardo maligno si suppone che abbia in mente di dare sfogo alla sua sete omicida.
- Guest star: Elizabeth Blackmore (Valerie Tulle), Leslie-Anne Huff (Rayna Cruz), Ryan Dorsey (Marty Hammond/Stefan Salvatore).
- Altri interpreti: Kaylin Seckel (EMT), Kendrick Cross (Agente Albert), Elizabeth Braun (Cameriera), Christina Bach (Annie), Tim Ross (Capitano di polizia), Stacey Elgin (Annunciatrice delle previsioni del tempo), Deric Augustine (Ragazzo della confraternita), Summer Jackson-Cole (Annunciatrice delle notizie locali), Kristen McFann (Annunicatrice delle notizie nazionali).
- Ascolti USA: telespettatori 1 030 000 – share (18–49 anni) 1%[19]

## In un modo o nell'altro
- Titolo originale: One Way or Another
- Diretto da: Rashaad Ernesto Green
- Scritto da: Penny Cox (soggetto); Rebecca Sonnenshine (sceneggiatura)

### Trama
Damon e Stefan si dirigono a Memphis per stanare Ambrose, il vampiro che ha preso possesso del corpo di Stefan, ma quest'ultimo inizia a sentirsi male dato che il suo corpo mortale sta per morire, quindi Damon chiama il suo vecchio compagno, Alaric, e lo convince a venire con lui a Memphis, mentre Stefan verrà accompagnato su un'ambulanza da dei paramedici che Damon ha manipolato con la compulsione nel motel dove Valerie lo sta aspettando, lei infatti dovrà fare l'incantesimo che permetterà a Stefan di rientrare nel suo corpo. Alaric, malvolentieri, accompagna Damon comprendendo che questa missione nasconde anche un celato desiderio del vampiro di ricostruire la loro amicizia, Damon si scusa con lui per il modo in cui lo abbandonò tre anni fa, però Alaric gli dice che ormai è andato avanti con la sua vita e che ha altri amici; Damon gli chiede dove sia finita Bonnie visto che vuole ricucire la loro amicizia, ma Alaric è evasivo al riguardo.
Stefan, sotto le cure dei paramedici, ripensa a quando lui e Valerie vivevano nelle Filippine, nonostante stessero insieme lui sentiva la mancanza di Caroline quindi le scriveva sempre anche se lei rispediva le lettere ogni volta al mittente senza nemmeno leggerle. Damon raggiunge la confraternita dove Ambrose ha manipolato tutti affinché continuino a fare festa mentre lui si nutre di loro, Damon non può entrare senza permesso, poi Ambrose manipola una ragazza affinché dia a Damon il suo cellulare, poi Ambrose gli telefona e gli dice che è disposto a venire a patti con lui: Ambrose lascerà che il suo spirito prenda possesso del corpo di un altro vampiro permettendo a Stefan di rientrare nel suo, ma a patto che Damon uccida Rayna prima che lei lo trovi, infatti tra tutti i vampiri da lei sigillati nella Pietra della Fenice, Ambrose è l'unico per il quale prova un vero odio visto che Ambrose trasformò il fidanzato di Rayna in un vampiro costringendola a ucciderlo. Bonnie, nell'istituto psichiatrico, durante una sessione di sedute, parla di Damon e del modo in cui la ferì quando la abbandonò aggiungendo che ora che è tornato questo non le fa provare nulla; la giovane Bennett adocchia una paziente di nome Virginia. Alaric vuole tornare a Dallas dalla sua famiglia ma Damon gli dice che nel profondo lui è ancora un cacciatore di vampiri e che deve a Stefan un favore perché quando lui lasciò Caroline diede ad Alaric la possibilità di avere la vita che ha sempre voluto, quindi i due cercano Rayna dopo che Damon ha chiesto a Valerie di localizzarla, ma è troppo tardi, infatti Rayna, che stava per stanare Ambrose, è stata rapita da Enzo; quest'ultimo riceve una chiamata da Damon che gli intima di portargli la cacciatrice, ma Enzo afferma che Bonnie ne ha più bisogno. Alaric rivela a Damon che Enzo e Bonnie stanno insieme e che lui l'ha protetta dall'Armory negli ultimi tre anni. Bonnie parla con Virginia manomettendo le sue pillole che alteravano il suo umore, infatti ha bisogno che lei sia nel pieno delle sue facoltà per questa conversazione; Bonnie le dice che è consapevole che Virginia è la sorella di Alexandria, rivelandole che l'Armory le sta dando la caccia ma che usando le pillole che Enzo le ha dato (quelle miscelate con il sangue di Rayna) nessuna magia può localizzarla anche se le impediscono di usare i suoi poteri. Virginia le dice che sotto la villa della sede dell'Armory esiste qualcosa di oscuro sigillato in una cripta da una strega Bennett in passato, è per questo che Alexandria le dà la ciaccia perché solo un'altra Bennett può spezzare il sigillo della cripta. Alexandria fece internare Virginia nell'istituto psichiatrico dato che voleva impedirle di aprire la cripta, Bonnie si è fatta internare nell'istituto sotto falso nome solo per avvicinarsi a Virginia, poi le chiede cosa si nasconda in quella cripta e lei risponde "qualcosa che non deve essere liberato". Damon e Alaric tornano alla confraternita ma è troppo tardi, infatti Ambrose ha manipolato tutti affinché si uccidessero a vicenda, poi Alaric intuisce che Ambrose sta dando la caccia a Stefan, infatti ribalta l'ambulanza dove stava viaggiando e uccide i paramedici, Stefan scappa e entra in una casa dove Ambrose non può entrare senza permesso, però lancia al suo interno una bombola piena di gas da far esplodere con una fiamma, ma poi arriva Damon che glielo impedisce, infine Alaric mette Ambrose al tappeto con un dardo alla verbena, ammettendo di essersi divertito. Mentre Enzo è in auto con Rayna le chiede se esiste un antidoto contro il suo sangue, ma lei gli dice che non esiste una cura. Damon e Alaric portano Stefan da Valerie nel motel e lei inizia a fare l'incantesimo, inoltre entra nella mente di Stefan proiettando la tenuta dei Salvatore di cui lui sente tanto la mancanza; Stefan dice a Valerie che se sarà libero da Rayna e dalla cicatrice invece che viaggiare potrebbero stabilirsi in pianta stabile in un posto, all'inizio Valerie credeva che si stesse riferendo a Mystic Falls ma poi capisce che parlava di Dallas, per stare vicino a Caroline di cui è ancora innamorato. L'incantesimo richiede molta forza e Valerie inizia a perdere sangue dal naso, Damon la spinge a non mollare mentre Stefan cerca di convincerla a lasciar perdere, ma lei non si arrende e alla fine riesce a riportare lo spirito di Stefan nel suo corpo. Alaric decide di tornare a Dallas, Damon gli dice che ha sbagliato ad abbandonarlo tre anni fa aggiungendo che farà di tutto per far sì che le cose tornino come prima tra loro, ma Alaric gli fa capire che è proprio questo il problema, perché lui non vuole che le cose tornino come una volta perché gli ultimi tre anni senza Damon sono stati i più felici della sua vita con la sua famiglia. Damon, seppur affranto, rispetta la sua scelta, però Alaric, per gentilezza, gli dice che Bonnie si trova in un centro psichiatrico ad Asheville. Valerie decide di lasciare Stefan dicendogli che lo ama veramente ma che, nonostante i sentimenti di Stefan per lei siano sinceri, lui non la ricambia completamente, rivelandogli che è consapevole che in questi tre anni insieme a lei, non ha fatto altro che scrivere a Caroline. Valerie afferma che da umani lei sarebbe stata l'amore della sua vita, ma adesso sente il bisogno di separarsi da Stefan e di viaggiare da sola e vivere la sua vita in pieno. Stefan e Valerie si danno un bacio d'addio ma prima di andarsene gli consiglia di fare un ultimo tentativo con Caroline facendogli capire che lui merita di essere felice; Stefan augura a Valerie di essere felice a sua volta. Enzo va a trovare Bonnie all'istituto, lei felice di rivederlo lo bacia, ma Enzo le dà una brutta notizia, ovvero che le pillole la uccideranno infatti Enzo non sapeva che erano letali quando gliele aveva date, però le giura che troverà un modo per salvarla. A quel punto arriva Damon, con un mazzo di fiori, ma Bonnie, non avendolo mai perdonato per averla abbandonata, gli sbatte la porta in faccia.
- Guest star: Elizabeth Blackmore (Valerie Tulle), Leslie-Anne Huff (Rayna Cruz), Aisha Duran (Virginia St. John) Ryan Dorsey (Marty Hammond/Stefan Salvatore).
- Altri interpreti: Nicky Buggs (Medico), Diesel Madkins (Inserviente), Robert Paterno (Barista filippino), Niyi Oni (Autista), Keenan Echols (Frank), Walnette Marie Santiago (Ragazza carina), Paul Burke (Sully).
- Ascolti USA: telespettatori 1 020 000 – share (18–49 anni) 1%[20]
- Curiosità: Bonnie si è fatta internare nella clinica con il nome di McCullough, infatti nei romanzi Il diario del vampiro è questo il suo nome.

## Una persona che un tempo conoscevo
- Titolo originale: Somebody I Used to Know
- Diretto da: Chris Grismer
- Scritto da: Matthew D'Ambrosio (soggetto); Holly Brix (sceneggiatura)

### Trama
L'episodio inizia con un flashback risalente a tre anni prima: Bonnie stava lasciando la sua camera del dormitorio del Whitmore College quando i mercenari dell'Armory la raggiunsero per catturarla, ma poi arrivò Enzo che la narcotizzò portandola in salvo.
Bonnie è infuriata con Damon, infatti, non riesce a perdonarlo e il suo comportamento nei suoi riguardi è molto ostile, però Damon afferma che può aiutarla salvandole la vita. Stefan va a casa di Alaric ringraziandolo per averlo aiutato, poi gli chiede se può parlare con Caroline, ma lui gli dice che è ancora fuori città. In seguito invita Stefan a entrare. I due parlano e Stefan vede che nell'agenda è segnata la data del matrimonio di Alaric e Caroline che si terrà in municipio, poi i due vanno a bere in un bar. Con un altro flashback di tre anni prima, Enzo porta Bonnie in una casa tra i boschi, lei si risveglia e, arrabbiata, cerca di usare la magia su di lui ma non ci riesce. Infatti, Enzo le aveva fatto assumere le pillole per bloccare la sua magia (miscelate con il sangue della cacciatrice) così l'Armory non potrà localizzarla usando gli incantesimi. Enzo le fa capire che vuole tenerla al sicuro dall'Armory e le chiede di iniziare a fare delle ricerche su di loro per capire cosa vogliono da lei. Damon, Enzo e Bonnie vanno nella casa nel bosco; è lì che Enzo tiene nascosta Rayna, quindi Damon va da lei e le propone un accordo: loro uccideranno tutti i vampiri evasi dalla Pietra della Fenice che stanno facendo impazzire Rayna, dato che nella sua mente vede tutto ciò che vedono loro, e lei morirà dando a Bonnie la sua ultima vita, altrimenti la cacciatrice morirà in ogni caso, dato che Damon darà fuoco al cadavere dell'ultimo immortale a cui è legata la sua vita. Lui e Enzo le fanno notare che ormai la sua esistenza non ha più significato, perché ha passato la sua vita a dare la caccia ai vampiri, e prima che lei muoia non riuscirà a uccidere tutti i vampiri evasi dalla pietra. Con un altro flashback risalente a due anni e mezzo fa, Bonnie dice a Enzo che forse la ragione per cui l'Armory vuole catturarla è legata ai sotterranei della loro villa. Enzo confessa che, pur essendo un membro dell'Armory, lui non ha accesso a quei sotterranei, poi nota che non ha ancora aperto la busta con la lettera che Damon le aveva dato prima di addormentarsi nella bara e le dice che la capisce, dato che Damon abbondò pure lui all'Augustine, e le dice anche che è lei una persona eccezionale, che non merita di essere triste per l'abbandono di Damon. Quest'ultimo, seguendo le indicazioni di Rayna, trova uno dei vampiri evasi dalla Pietra della Fenice, grazie al legame psichico con ciascuno di loro, e lo affronta con l'aiuto di Bonnie e Enzo. L'avversario si rivela essere un osso duro ma Damon alla fine lo decapita. Alaric e Stefan vanno al bar, il vampiro afferma di voler parlare con Caroline e spiegarle le ragioni per cui la lasciò tre anni fa, ma Alaric è piuttosto ostile con lui su questo argomento; la conversazione viene interrotta da una chiamata di Damon, che invita Stefan a dargli una mano a uccidere i vampiri evasi dalla pietra per salvare Bonnie e anche Alaric decide di dare il suo contributo. Con un altro flashback risalente a un anno e mezzo fa, Enzo organizza per Bonnie nella casa nel bosco una cena romantica per la notte di San Silvestro, i due si vestono con abiti eleganti, iniziano a ballare, e, proprio quando stavano per baciarsi, Enzo lascia sola la giovane Bennett. Damon, Enzo, Bonnie, Stefan e Alaric danno la caccia ai vampiri evasi dalla Pietra della Fenice uccidendoli tutti quanti. Enzo si separa momentaneamente dal gruppo per parlare con Alexandria, la quale lo informa che è a conoscenza del fatto che Bonnie si è fatta internare nello stesso istituto psichiatrico dove Virginia è ricoverata, per avere delle informazioni e che lui la nasconda. Alexandria rivela a Enzo che lei e Virginia avevano una sorella, Yvette, che entrò nella cripta della villa dell'Armory senza più farvi ritorno. Lei provò a riaprirla per salvarla, ma Virginia glielo impedì incaricando Lucy Bennett di sigillarla, poi Virginia uccise Lucy; lei vuole Bonnie solo per aprire la cripta con la sua magia e salvare Yvette, sicura del fatto che è ancora viva, dato che spesso sente la sua voce. Mentre Bonnie è in auto con Damon, parla al cellulare con Enzo dicendogli che sulla sua pelle è apparsa un'eruzione cutanea, sintomo che le pillole la stanno uccidendo, Enzo infatti le dice che le rimangono poche settimane di vita. Con un altro flashback, risalente a un anno prima, Enzo si siede sul divano accanto a Bonnie la quale cerca di imparare a suonare la chitarra, poi i due si guardano negli occhi e si baciano, infine fanno l'amore. Enzo si ricongiunge con Bonnie e Damon e trovano altri tre vampiri evasi dalla Pietra della Fenice, Damon ne uccide due e Enzo si appresta a uccidere il terzo, salvo scoprire che si tratta di Beau, quindi Enzo non se la sente di fargli del male dato che erano amici; lo stesso vale per Bonnie, visto che Beau aiutò Caroline e le bambine quando partorì, ma Damon senza nessuna pietà gli strappa il cuore e lo uccide. Enzo lo rimprovera, ma Damon gli dice che era necessario per salvare Bonnie e che è solo colpa sua se lei sta per morire, poi lo aggredisce minacciandolo di morte affermando che se Bonnie morirà lui lo ucciderà. Bonnie interrompe l'alterco tra i due e fa capire a Damon che, anche se è colpa di Enzo se lei sta per morire, ciò che veramente conta è il fatto che lui non l'abbia mai abbandonata, al contrario di Damon, e che se morirà se ne farà una ragione. Damon si scusa con lei ammettendo di aver sbagliato a chiudersi in quella bara tre anni prima e che non doveva arrendersi. Intanto Alaric e Stefan sono intenti a sotterrare il corpo di un vampiro da loro ucciso e non possono fare a meno di parlare di Caroline, quindi Alaric cerca di fargli prendere atto di quanto lui la fece soffrire quando la lasciò tre anni fa, raccontandogli una storia: poco dopo essersi trasferita a Dallas con lui e le bambine, Caroline iniziò a frequentare un club del libro. All’inizio ci andava una volta e settimana, poi due, tornando a casa sempre più tardi; Alaric iniziò a nutrire dei sospetti, quindi un giorno la seguì, scoprendo che non esisteva nessun club del libro. Caroline guidava fino alla riva del fiume e poi restava in auto a piangere a causa di Stefan, aggiungendo che adesso non c'è più spazio per lui nella vita di Caroline. Stefan gli dice che la loro storia è solo una messa in scena,  alludendo al fatto che, quando era a casa sua, si era accorto della camera da letto nella loro casa oltre a quelle di Alaric e delle bambine: quella è la camera da letto di Caroline, lei e Alaric infatti dormono in camere separate; inoltre aggiunge che un matrimonio in municipio non è nel suo stile, visto che Caroline ha sempre desiderato un matrimonio in pompa magna. Alaric colpisce Stefan dicendogli che è consapevole che Caroline non lo ama, ma che ciò che hanno costruito insieme in questi tre anni è reale e che Stefan invece non l'ha mai meritata. Bonnie e Enzo, tornati nella casa tra i boschi insieme a Damon, si mettono a giocare e a scherzare sul divano, mentre Damon va da Rayna. Nel frattempo Alaric torna a casa e viene raggiunto da Stefan che cerca di scusarsi con lui, ma poi vede Caroline, appena tornata con le bambine da New Orleans; Caroline non gli rivolge nemmeno la parola, poi Alaric chiude la porta lasciando Stefan fuori casa. Stefan riceve una chiamata da Damon, che lo informa che Rayna ha deciso di donare la sua ultima vita a Bonnie, ma che c'è un problema, infatti la cacciatrice ha finito di scrivere la lista di tutti i vampiri evasi dalla Pietra della Fenice a cui devono dare la caccia, e sono tantissimi.
- Guest star: Leslie-Anne Huff (Rayna Cruz), Mouzam Makkar (Alexandria St. John).
- Altri interpreti: Tierney Mumford (Lizzie Saltzman), Brandon Akira (Lewis).
- Ascolti USA: telespettatori 1 020 000 – share (18–49 anni) 2%[21]

## Uccidiamoli tutti
- Titolo originale: Kill 'Em All
- Diretto da: Kellie Cyrus
- Scritto da: Chad Fiveash e James Stoteraux

### Trama
Nel corpo di Bonnie appaiono sempre più eruzioni cutanee, ciò vuol dire che a breve morirà, comunque ritorna nell'istituto psichiatrico e parla con Virginia chiedendole cosa si nasconda nella cripta della villa dell'Armory; Virginia ammette di non saperlo ma che nel 1882 il suo bisnonno, Dalton St. John, vi entrò, il passaggio della cripta conduceva a una grotta sotterranea, lui vi uscì poco dopo ma cambiò, trasformandosi in un assassino privo di empatia, poi, quattro anni prima, Yvette entrò nella cripta senza riuscire a uscirvi, e Alexandria vuole aprirla per salvarla.
Bonnie le fa notare che questo è insensato dato che dopo quattro anni lì dentro Yvette sarà sicuramente morta, ma Virginia le dice che Alexandria continua a sentire la sua voce che invoca aiuto. Intanto Damon, Enzo, Stefan e Alaric continuano a uccidere tutti i vampiri evasi dalla Pietra della Fenice, anche Caroline, sentendo il bisogno di aiutare la sua amica, decide di andare a caccia con Alaric, mentre Damon informa suo fratello minore che Matt lo aiuterà affiancandolo; Stefan è incerto al riguardo dato che è stato Matt a liberare Rayna affinché lo uccidesse. Bonnie chiede a Rayna per quale motivo vuole donarle la sua ultima vita, lei le dice che ormai è stufa di questa lunga vita passata solo a dare la caccia ai vampiri, e che ha smesso di provare belle sensazioni ormai da molto tempo. Mentre Matt è in auto con Stefan gli racconta che lui, due anni prima, dopo aver ricevuto la promozione a sergente, aveva chiesto a Penny di sposarla dato che stavano insieme già da un po', ma che poi è morta in un incidente stradale aggiungendo però che la cosa non lo ha mai convinto. Bonnie e Damon parlano al cellulare e lei gli dice che pur ritenendo che lui abbia sbagliato a rinchiudersi in quella bara tre anni prima, lo perdona apprezzando il suo aiuto, ma Damon è consapevole che lei gli sta dicendo queste cose solo perché crede di morire, promettendole che la salverà. Bonnie che ormai aveva smesso di prendere le pillole dopo aver saputo dei loro effetti letali, recupera i poteri, ma poi si inietta con una siringa il sangue di Rayna pur di non farsi localizzare dall'Armory, poi lei e Enzo parlano al cellulare, la giovane Bennett è sempre più debole e infatti, sentendo che le resta poco da vivere, chiede a Enzo di raggiungerla. Damon suggerisce a Enzo di stare vicino a Bonnie, quindi Enzo va da lei. Damon telefona ad Alexandria dicendole che Bonnie userà la sua magia per aprire il sigillo della cripta ma solo dopo che i mercenari dell'Armory uccideranno tutti i vampiri evasi dalla Pietra della Fenice. Stefan e Matt trovano il nascondiglio di uno dei vampiri, nel mentre Stefan chiede a Matt perché la storia dell'incidente d'auto non lo convince, Matt gli rivela che ci sono troppe cose che non tornavano infatti non c'era segno di frenatura e l'airbag non si era attivato, avanzando l'ipotesi che a uccidere la sua amata è stato un vampiro che poi ha manipolato la cosa facendola passare per un incidente, perché anche se Matt aveva imposto a Stefan il veto di non tornare più a Mystic Falls lui era lì il giorno in cui Penny morì, infatti era l'anniversario della morte della madre di Caroline e Stefan era andato a Mystic Falls sperando di rivedere la sua ex ma lei non venne. Il vampiro a cui stavano dando la caccia li aggredisce, ma Stefan lo uccide con una sega circolare. Caroline e Alaric trovano due vampiri, Alaric uccide il primo mentre l'altro vampiro viene ucciso dai mercenari dell'Armory che sono giunti sul posto, intanto Enzo raggiunge Bonnie e si siede sul divano con lei, la strega gli chiede di non essere triste e di pensare solo alle belle cose che hanno fatto insieme, poi Rayna li avverte che tutti i vampiri evasi dalla Pietra della Fenice sono morti, infatti i mercenari dell'Armory li hanno uccisi tutti, inoltre hanno portato Caroline e Alaric nella loro villa come ostaggi per convincere Bonnie ad aprire il sigillo della cripta. Bonnie e Enzo si arrabbiano con Damon dato che ha fatto di testa sua come sempre, intanto Matt dice a Stefan di aver visto un video di loro due insieme risalente al giorno della morte di Penny dove Stefan usava la compulsione su di lui per spingerlo a dimenticare le vere cause della morte di Penny, fu da allora che Matt maturò l'idea che Stefan avesse ucciso la sua fidanzata ed è per questo che ha liberato Rayna affinché lo uccidesse. Matt gli punta contro la pistola, Stefan gli dice che in fondo sa che è innocente, poi Matt si toglie il bracciale alla verbena permettendo a Stefan di manipolarlo affinché gli restituisca i suoi ricordi; Stefan afferma che è meglio che lui non ricordi cosa avvenne quel giorno ma poi cede alle sue richieste e usando la compulsione gli restituisce i suoi ricordi: Penny era di pattuglia e vide Stefan capendo che era una vampiro avendo trovato delle sacche di sangue nella sua auto, e iniziò a dargli la caccia, poi arrivò anche Matt che era lì di pattuglia e sentendo un rumore (era Penny che dava la caccia a Stefan) sparò e colpì Penny, uccidendola. Stefan aveva provato a salvarla facendole bere il suo sangue ma era troppo tardi visto che era già morta, poi con la compulsione manipolò Matt affinché dimenticasse ciò che aveva fatto. Bonnie raggiunge la villa dell'Armory, Enzo si arrabbia con Damon per come si è comportato, ma Damon gli dice che al contrario di lui è disposto a ogni cosa per salvare Bonnie anche a farsi odiare da lei, al contrario di Enzo che invece non accetterebbe mai di farsi odiare da Bonnie. Quest'ultima apre la cripta con la sua magia, poi Alexandria entra nella grotta insieme ad alcuni membri dell'Armory e vede il cadavere della sorella che come aveva giustamente dedotto Bonnie è morta dopo tanti anni lì dentro, poi qualcosa dall'oscurità cattura i membri dell'Armory, Alexandria scappa dalla cripta e poi cerca di uscire dalla villa ma Bonnie, che era uscita dall'edificio con Damon, Enzo, Alaric e Caroline, lo sigilla con la sua magia con dentro Alexandria e i membri dell'Armory lasciandoli in balia della forza oscura che pur essendo libera dalla cripta sarà sigillata nella villa. Matt è distrutto dopo aver preso atto del fatto che ha ucciso la sua amata Penny però incolpa ugualmente Stefan dicendogli che nulla sarebbe accaduto se lui quel giorno non fosse tornato a Mystic Falls, aggiungendo che Caroline sta meglio senza di lui. Enzo, Alaric e Caroline portano Bonnie alla tenuta dei Salvatore, la ragazza, che sta sempre peggio, cade in un sonno profondo. Alaric parla con Caroline dicendole che è consapevole che lei ha preso parte alla missione nella speranza di stare vicina a Stefan invitandola a chiarirsi con lui perché non può sposarla sentendo che lei vuole stare con un altro, invece Caroline gli fa notare che a lui manca essere un cacciatore di vampiri anche se cerca di non darlo a vedere. Damon resta con Rayna mentre lo sciamano, l'ultimo discendente degli Immortali, fa l'incantesimo per passare a Bonnie l'ultima vita di Rayna, ma Damon sentendo le parole dell'incantesimo capisce che lo sciamano non si sta limitando solo a passare a Bonnie la vita di Rayna, quest'ultima con un sorriso maligno guarda Damon dicendogli che non lo avrebbe mai lasciato impunito per tutto quello che le ha fatto prima di morire, ragion per cui lo sciamano oltre che la sua vita passerà a Bonnie anche i suoi poteri di cacciatrice così odierà Damon e tutti i vampiri finché non li avrà uccisi, infine, concluso l'incantesimo, Rayna si toglie la vita mentre Bonnie diventa la nuova cacciatrice.
- Guest star: Leslie-Anne Huff (Rayna Cruz), Ana Nogueira (Penny Ares), Mouzam Makkar (Alexandria St. John), Aisha Duran (Virginia St. John).
- Altri interpreti: Merrill Capp (Dalton St. John), Chas Harvey (Uomo dell'Armeria), Edgar Zanabria (Guardia dell'Armeria), Whitney Christopher (Infermiera al banco), Wayne Caparas (Sciamano), Nikki Tomlinson (Ashlynn).
- Ascolti USA: telespettatori 1 050 000 – share (18–49 anni) 1%[22]

## Requiem per un sogno
- Titolo originale: Requiem for a Dream
- Diretto da: Paul Wesley
- Scritto da: Brett Matthews e Neil Reynolds

### Trama
Damon raggiunge la tenuta di famiglia, informando Enzo, Caroline e Alaric che lo sciamano, il quale è sparito dopo l'incantesimo, oltre alla vita di Rayna ha dato a Bonnie pure i suoi poteri di cacciatrice, comunque la giovane Bennett non si è ancora svegliata, quindi Enzo ipotizza che lei stia ancora dormendo perché sta combattendo contro la sua nuova natura di cacciatrice e che forse c'è la possibilità che lei si possa risvegliare senza diventare necessariamente come Rayna. Caroline convince Alaric a tornare a Dallas dalle bambine, poi Stefan va alla tenuta di famiglia dicendo a Damon e Enzo che anche se la natura di Rayna era volta al fine di uccidere i vampiri, provava dei sentimenti ambivalenti, e che se vogliono che Bonnie, una volta sveglia, non si trasformi nella nuova cacciatrice allora devono stimolare i sentimenti positivi che lei nutre per i vampiri. Matt, che è diventato il nuovo sceriffo di Mystic Falls, ha una segnalazione da uno dei suoi agenti che lo avverte che c'è qualcuno nella tenuta dei Salvatore, quindi Matt va lì a controllare. Caroline, seguendo il consiglio di Stefan, decide di entrare nella mente di Bonnie con i suoi poteri di vampiro, lei e Stefan dopo tre anni hanno finalmente modo di parlare, ma Caroline è molto ostile nei suoi riguardi non avendolo mai perdonato per averla abbandonata.
Caroline entra nella mente di Bonnie la quale sogna di venire attaccata da dei vampiri al Whitmore College durante una lezione di Alaric, per poi nascondersi nella sua camera del dormitorio, lì incontra Caroline la quale in un primo momento sembra riuscire a placare l'indole violenta di Bonnie, ma lei la colpisce ferendola interrompendo il legame mentale. Caroline nota che sul suo corpo c'è una cicatrice che il suo potere rigenerante non guarisce, nello stesso punto dove Bonnie, nella sua mente, aveva ferito Caroline. Stefan le fa capire che Bonnie, avendo ora dei poteri analoghi a quelli di Rayna, ha marchiato Caroline e che se si risveglierà le darà la caccia finché non l'avrà uccisa, consigliandole di scappare il più lontano possibile, ma Caroline non vuole abbandonare la sua famiglia, quindi Stefan le inietta della verbena e le fa perdere i sensi portandola via. Matt raggiunge la tenuta dei Salvatore e incontra Enzo mettendosi a litigare con lui dicendogli che i vampiri hanno rovinato la vita a Bonnie e che è per questo che lui e Penny hanno cercato di combatterli, ma Enzo gli fa notare che Penny è morta proprio a causa di questa battaglia intrapresa contro di loro. Enzo con i suoi poteri entra nella mente di Bonnie facendole sognare il periodo in cui era una cheerleader al liceo facendole notare che lui è la prova che non solo lei può tollerare i vampiri ma che può addirittura amarli; Bonnie lo informa che ha preso una decisione: ormai lei ha capito che non può accettare la vita di Rayna senza i suoi poteri e la sua indole omicida nei confronti dei vampiri, quindi preferisce morire, Enzo cerca di convincerla a cambiare idea ma lei lo colpisce ferendolo interrompendo il legame mentale, marchiando anche lui. Caroline si riprende e vede che Stefan l'ha portata in un motel arrabbiandosi con lui, sottolineando il fatto che non l'ha mai rispettata come un tempo rispettava Elena, quindi decide di tornare dalla sua famiglia, ma Stefan le fa notare che sarebbe insensato coinvolgere Alaric, Josie e Lizzie in questa storia. Damon entra nella mente di Bonnie con i suoi poteri facendole vedere la casa di Elena rimarcando il fatto che la sua amata è ancora intrappolata in un sonno profondo a causa del legame con Bonnie, e che quando lei morirà, ed Elena si risveglierà, tutti, lui compreso, saranno felici, aggiungendo di essersi pentito di averla salvata ad Amsterdam; Bonnie, sopraffatta dalla rabbia, strappa il cuore a Damon, il quale interrompe la connessione mentale, venendo anche lui marchiato, infine Bonnie si risveglia. In realtà Damon l'aveva provocata di proposito sperando che il suo odio per i vampiri la facesse svegliare, infatti lui ha preferito che lei si risvegliasse diventando la nuova cacciatrice nonostante gli darà caccia fino ad ucciderlo, piuttosto che lasciarla morire, poi Damon scappa. Caroline, dopo aver ragionato, ammette che Stefan aveva ragione e che non deve coinvolgere il suo fidanzato e le bambine in questa faccenda, ammettendo che ora ha capito cosa ha provato Stefan quando la abbandonò dopo che Rayna lo aveva marchiato aggiungendo però che nessuno l'aveva mai fatta soffrire come lui e che non può perdonarlo perché Stefan prese una scelta molto importante che riguardava entrambi senza di lei, comunque Stefan le confessa di amarla ancora; la conversazione viene interrotta da una telefonata di Bonnie, che avverte Caroline di non farsi trovare da lei dato che le darà la caccia. Bonnie decide di uccidere prima Damon avvertendo la sua presenza nei boschi grazie al potere della cicatrice, Matt cerca di fermarla ma lei lo convince ad aiutarla ad uccidere Damon. Mentre Caroline è in auto con Stefan, cercando di scappare il più lontano possibile, telefona ad Alaric e alle bambine dicendo loro che per il momento si assenterà, Alaric le offre il suo aiuto ma lei lo convince a starne fuori. Bonnie trova Damon nel bosco, in realtà lui non ha nemmeno provato a scappare sicuro che Bonnie non lo ucciderà, ma la ragazza lo affronta riuscendo a sconfiggerlo facilmente, poi si appresta a ucciderlo ma prima Damon le dice che l'ha sempre ammirata perché lei non ha mai permesso alle avversità di abbatterla e che le vuole bene come gliene voleva Elena. Proprio quando Bonnie sta per ucciderlo Matt le spara con dei dardi tranquillanti facendola addormentare, poi la mette nel bagagliaio della sua auto cercando di portarla via. Damon prova a ringraziarlo, ma lui afferma di non averlo fatto per il vampiro ma per Bonnie perché Matt è consapevole che a prescindere da tutto lei vuole ancora bene a Damon e che se lo avesse ucciso non si sarebbe mai perdonata, volendole risparmiare lo stesso senso di colpa che lui prova per aver ucciso Penny, ammettendo che non è stata colpa di Stefan ma sua. Mentre Stefan è in auto con Caroline le chiede se ama Alaric, lei gli risponde "Non lo so". Matt, alla guida dell'auto, viene aggredito da Bonnie la quale si è risvegliata, la ragazza riesce a sopraffarlo. Mentre Damon è alla tenuta di famiglia viene raggiunto da Enzo che lo informa che grazie a Matt è riuscito a trovare lo sciamano che ha fatto l'incantesimo a Bonnie e dopo averlo torturato si è fatto rivelare che la natura di cacciatrice è legata al corpo dell'ultimo immortale e quindi, se dovessero distruggerlo, la magia della cacciatrice svanirebbe e Bonnie tornerebbe quella di prima, ma c'è un problema: infatti il corpo dell'ultimo immortale si trova dentro la villa dell'Armory che Bonnie ha sigillato con la sua magia quindi sarà difficile entrare, comunque Enzo fa notare a Damon che il vero problema è che, seppur dovessero riuscire a entrare, dovrebbero vedersela con la misteriosa forza oscura la quale pur non essendo più intrappolata nella cripta della villa è ancora a piede libero dentro l'edificio, ma Damon è pronto ad andare fino in fondo pur di aiutare la sua migliore amica, anche a costo di dover affrontare la forza oscura.
- Altri interpreti: Edgar Zanabria (Guardia dell'Armeria), Lily Rose Mumford (Josie Saltzman), Tierney Mumford (Lizzie Saltzman), Chaka De Silva (Sciamano), Nick Arapoglou (Agente), Veronica Burgos (Ragazza della sorellanza), Tyler Buckingham (Ragazzo drogato).
- Ascolti USA: telespettatori 900 000 – share (18–49 anni) 1%[23]

## Dèi e mostri
- Titolo originale: Gods and Monsters
- Diretto da: Michael Allowitz
- Scritto da: Brian Young

### Trama
Damon prova a entrare nella villa dell'Armory facendo saltare in aria delle bombole piene di gas ma il sigillo di Bonnie riesce a proteggere l'edificio, quindi telefona a Stefan e propina a lui e Caroline un'alternativa: in assenza di Valerie potrebbero usare i poteri di Josie e Lizzie per assorbire il sigillo magico di Bonnie, ma Caroline si rifiuta di coinvolgere le bambine data la presenza della forza oscura presente all'interno dell'edificio. Enzo va a trovare Virginia e le chiede più informazioni su ciò che era sigillato nella cripta: la ragazza gli dice che lì dentro c'era sigillata una creatura immortale, e che è impossibile ucciderla. Bonnie, alla guida dell'auto con Matt come ostaggio, cerca di raggiungere Caroline, quest'ultima rischia di incontrarla in contromano dato che Stefan con l'auto ha fatto inversione di marcia per via di un ingorgo stradale, ma Matt mette mano al volante e fa sì che lui e Bonnie finiscano fuoristrada dando a Stefan e Caroline il tempo di scappare. Caroline decide di tornare dalla sua famiglia e Stefan la lascia andare, mentre Bonnie esce dall'auto lasciando lì Matt. Enzo telefona a Bonnie e la invita a dargli la caccia dato che pure lui è stato marchiato, dando ai suoi amici più tempo per trovare una soluzione al problema. Caroline torna a casa e, cambiando idea sul coinvolgimento delle bambine, convince a Alaric che la cosa giusta da fare nei confronti di Bonnie è tentarle tutte per aiutarla, quindi i due vanno nella villa dell'Armory con Josie e Lizzie.
Alla villa Stefan informa Damon che Josie e Lizzie stanno per arrivare, comunque Damon rimprovera Stefan perché rapire Caroline per proteggerla è stata la cosa giusta da fare mentre invece ha sbagliato a lasciarla andare via, ma Stefan non è d'accordo perché secondo lui proteggere qualcuno in maniera troppo soffocante anche contro la sua volontà non ha niente a che vedere con l'amore, ma con la paura, la stessa paura che spinse Damon ad abbandonare lui e Bonnie rinchiudendosi in quella bara, e non l'amore per Elena come lui crede, aggiungendo che non vuole diventare come suo fratello. Alaric e Caroline raggiungono la villa con le bambine, Josie e Lizzie assorbono il sigillo, così Damon e Stefan entrano nella villa setacciandola da cima a fondo ma senza trovare il corpo dell'ultimo immortale, quindi andando a esclusione si trova sicuramente dentro la cripta. Damon invita Stefan ad andarsene, perché vuole entrare nella cripta da solo ammettendo che aveva ragione perché è stata la paura a spingerlo a rinchiudersi in quella bara e per una volta vuole fare la cosa guista senza l'aiuto di nessuno. I due fratelli si abbracciano e Stefan, rispettando la scelta di Damon, va via dalla villa e Caroline, vedendolo sano e salvo lo abbraccia. Damon entra nella cripta e trova il corpo dell'immortale, intanto Bonnie raggiunge Enzo nella casa nei boschi dove la loro storia d'amore è iniziata. Bonnie attacca Enzo il quale non prova nemmeno a difendersi, lui le confessa tutto il suo profondo amore chiedendole di non provare rimorso per la sua morte ma di pensare solo ai bei momenti passati insieme, ma prima di poterlo uccidere Damon dà fuoco al corpo dell'immortale annullando la magia della cacciatrice e Bonnie torna come prima baciando Enzo. Alaric spinge Caroline a tornare con Stefan dicendole che non smetterà mai di far parte della famiglia ma che è giusto che stia con l'uomo che ama per davvero, quindi Caroline e Stefan, dopo un breve scambio di parole, suggellano il loro ritrovato amore con un romantico bacio. Matt, ancora nell'auto, viene raggiunto dai soccorsi, inoltre immagina di vedere Penny la quale gli fa capire che non è mai riuscito a essere felice perché nel profondo non ci ha mai provato veramente. Damon esce dalla cripta e telefona a Bonnie ma poi sente la voce di Elena dalla cripta, Enzo cerca di fargli capire che è impossibile dato che il suo corpo non è lì, ma Damon attirato dalla voce entra nella cripta. Enzo e Bonnie raggiungono la villa, purtroppo Damon si è chiuso nella cripta con il portone di sicurezza, Enzo all'insaputa di tutti entra aprendo il portone con lo scanner delle impronte digitali essendo lui un membro dell'Armory, e lo chiude dopo essere entrato nella cripta, lì trova Damon in apparenza sano e salvo ma dalle frasi ambigue che pronuncia Enzo capisce che non è in sé, poi la creatura gli arriva alle spalle e lo cattura sotto lo sguardo maligno e compiaciuto di Damon. Sono passate diverse settimane e Alaric trova il modo di craccare la serratura del portone, quindi Stefan, Caroline e Bonnie entrano nella cripta ma non trovano nessuno, evidentemente Damon e Enzo hanno trovato un altro modo per uscirvi, Bonnie è disperata dato che ha perso le due persone a cui teneva di più, inoltre non può localizzarli con la magia visto che i suoi poteri di strega non le sono ancora tornati dopo che la magia della cacciatrice l'ha abbandonata. Matt invece lascia Mystic Falls e decide di non prendere parte alla ricerca dei due vampiri avendo capito che non è di sua competenza, provando per la prima volta a essere felice. Stefan, Bonnie e Caroline fanno delle ricerche e scoprono che, dopo diversi mesi, negli ultimi tempi molte persone sono scomparse nella Costa Orientale e non ci mettono molto a capire che sono Damon e Enzo gli artefici di quelle sparizioni, infatti i due vampiri hanno ucciso molta gente appendendo a testa in giù con delle catene i corpi delle loro vittime in un magazzino. I due, divenuti due assassini spietati e privi di compassione, con soddisfazione guardano il loro operato.
- Guest star: Ana Nogueira (Penny Ares), Aisha Duran (Virginia St. John).
- Altri interpreti: Andrea Laing (EMT), Keith N. Collis (Meccanico), Lily Rose Mumford (Josie Saltzman), Tierney Mumford (Lizzie Saltzman), Chaka De Silva (Sciamano).
- Cameo: Nina Dobrev (Elena Gilbert).[n 1]
- Ascolti USA: telespettatori 1 040 000 – share (18–49 anni) 1%[24]